# 両津勘吉
両津 勘吉（りょうつ かんきち）は、秋本治の漫画『こちら葛飾区亀有公園前派出所』の主人公である架空の警察官。愛称は「両さん」、「両ちゃん」、「勘ちゃん」など。

## 人物
一人称は「わし」 が基本だが、稀に「俺」を用いる（少年時代に多い）。連載初期は「本官」を用いることもあった。大原・屯田などの上司や商売における顧客に対しては謙った「わたし」「わたくし」を用いるほか、年下や気の弱そうな人間に対しては「俺様」「両津様」と称する場合がある。また、ピンチ時には「僕」「僕ちゃん」と語気を弱める時がある。

### 生年月日
出生年は連載当初1943年（昭和18年）生まれとされており、作品中で「戦中派」と揶揄される場面も存在する。また、最初期のストーリーでは小学生時代の進駐軍関係の体験を話すことがあり、この場合逆算すると戦前生まれでなければならない。同様に初期設定での年齢は36歳で、39歳に達するまでしばらくはリアルタイムで加齢していた。アニメ版では第110話「浅草物語」にて、小学3年生（9歳）時に転校した村瀬との再会が30年ぶり、南部の殉職から20年という言及があり、40歳前後であることが明確に描かれている。
しかし、長期連載に伴って年齢設定を一貫させることが困難になり、頻繁に設定変更が行われるようになった。一時期は1952年（昭和27年）生まれに変更された。2008年には45年前（1963年）から小学生の両津たちがタイムスリップしてきており、50代とも取れる。また、「常に35歳」という設定で明確な言及を避けている文献もある。1996年に開始されたアニメ版では「脱脂粉乳の世代」と呼ばれている。2023年に連載された「希望の煙突『夏』-1963-勘吉たちの夏休み」では、1963年夏に「オレ6年生でお前3年生だろ、完全にお前の勝ちだ」と上級生から学年を言及されており、1954年（昭和29年）度生まれの設定になっている。
誕生日は3月3日の設定で作中一貫されており、雛祭り（女の子の祭り）であることを本人がコンプレックスとする描写もある。また、誕生日になると高確率で自分の身に不運な事象が発生するため、誕生日をあまり好んでいない。アニメ版では「小学校の頃にG.I.ジョーの人形ごっこで同級生の女子の雛人形を全滅させ、背後に雛人形の悪霊が憑依してしまったため、悪霊を全て除霊しない限り毎年3月3日に災難が起きる」という設定があり、後に「子供のときの悪戯が度が過ぎたために取り憑いた悪霊の数が多く、腕の良い霊媒師でも全て除霊することは不可能」「これからも毎年災難が起こる」ということが発覚した。

### 経歴
出生地は東京都台東区千束（浅草）で、佃煮屋「よろづや」を営む両津家の長男として生まれた。出生と同時に地震が発生し、揺れが収まった際に産湯の目の前で花札の「赤短」が出来ていたという、生まれながらのギャンブラーであった。この時、常胎児よりあまりに大きいために「生まれた」より「飛び出た」という方が正しいともされる。
幼少期より父・銀次に競馬場、居酒屋、吉原、映画館、寄席など所構わず連れ回され、どこに行っても酒を飲まされていた影響で酒にも強い。喧嘩ばかりしていた中学時代（連載後半は高校時代）に両親の勧めで警察署に預けられ、柔道、剣道など武道を仕込まれた。その他、大工や漫画家になるための修行もしている。喧嘩ばかりしていたが、弱い者いじめを見かねて、いじめられっ子を庇いながらいじめっ子を1人でまとめて倒すなど、生まれながらに強い正義感も持っている。
学歴は台東区立大門小学校（連載初期には大正小学校）、大門中学校（浅草野中学校卒）と進学し、連載中期は浅草野高校中退とされていたが、後に大門高校（アニメ188話では千束高校）卒業と修正されている。他に「東京大学プラモデル学部卒業」「同図画工作学部8回生」などと適当な経歴を自称することもある。
銀次からは長男であることを理由に店を継ぐようしつこく言われていたが、腹を立てた勘吉がゴキブリの佃煮を店に出したところ銀次と大喧嘩になり、家を出て行った。
不良中の最強の不良としてヘッドハンティングされ、訳も分からず試験を受けさせられて警察官になった。教官によれば「毒をもって毒を制す」で採用したとのこと。実際に危険な事故や事件の現場では、持ち前の体力と行動力で解決に導くことが多く、警察を解雇されずに済んでいる理由のひとつとなっている。また、立花工務店でビックリハウスを建てる仕事や、乙姫菜々と同じ雑誌に漫画の連載を持ったことで、前述の修行が活かされた形になっている。座右の銘は「幸福は金で買える」。
警視庁新葛飾警察署地域課に所属し、亀有公園前派出所に勤務している（話の都合でまれに異動となる場合もあり）。階級は警視庁巡査長（不祥事で巡査や警察学校1年生に降格になったり、逆に警部補に昇進したこともあり）。一時期葛飾署の刑事課に配属されたこともある。
少年時代（主に小学3 - 4年生前後）に足立区北千住にあった千住火力発電所の「おばけ煙突」 や、開業直後の東京タワー などのエピソードがあるが、これらは作者（1952年生まれ）の実体験によるところが大きい。姓である「両津」は、デビュー前の作者が入院した際に出会った女性看護師の出身地である新潟県両津市（現・佐渡市両津地区）に由来し、名前はイメージで付けられたという。
『週刊少年ジャンプ』2006年42号「こち亀30周年企画」では、ジャンプに掲載されている全漫画に両津が登場した。本人曰く「パトロール」のつもりであったが、ストーリーの展開を止めてしまうなど無茶苦茶なパトロールであった。

### 人間関係
上司である大原大次郎巡査部長とは自身が警察官を拝命して以来の付き合いであり、最も頭が上がらない人物だが、実際は「喧嘩するほど仲が良い」関係であり、完璧主義な仕事ぶりや実直な人となりを尊敬している。そのため、大原がインチキな手段で勝負に勝った際には本気で失望していた。一方の大原も、両津の社会人としての自覚やだらしのなさを普段から叱ってはいるものの、それも彼を思っての行動であり、息子のように気にかけている部分がある。
後輩である中川とは連載初めからの関係であり、借金や中川財閥に迷惑を被ることも多いが、逆に業績を上げることも多い。性格的にも商才や派手好きな部分が合っている。趣味の銃、車やカメラや鉄道など被る部分も多く基本は良い先輩後輩関係である。
原作初期から中期の同僚である戸塚、戸塚の未登場以降はボルボ・左近寺・本田と趣味の部分で遊んだり、アニメ版では本田ら3名が自身の企みに付き合って大原から両津共々連帯責任を負わされるなど散々な目に逢うことが多い。
同じく同僚の麗子にも頭が上がらない部分もあるが、基本的には多趣味や正義感の強い部分は気が合っており、他の男性署員からも麗子と一緒に勤務していることを羨ましがられている。また「麗子リアルマネキン人形」を裏ルートで買った際には、人形のあまりの精巧さにそこで初めて麗子の魅力に気付き、本当に麗子に好意を抱いてしまった事もあった。また、麗子の盗撮犯やセクハラ親父から何度も助けている。
職務態度や金銭面など各部分にいい加減な箇所がある半面、正義感と義理人情に厚く、女性に暴力を振るう男や弱い者いじめを決して許さない。実際、纏が駐車違反の男から怪我を負った際、「女の顔に傷を付けるんじゃない！！」と署内であるにもかかわらず、32発も殴るほどに憤慨。本来なら傷害罪で懲戒免職のところ、相手からの謝罪があったことで1ヶ月の自宅謹慎処分に留まった。また、普段は敵対している早乙女と京香（アニメでは小野と清正）であっても、暴走族から車をレッカー移動された腹いせとして絡まれた後、倉庫内で集団強姦されそうになった際には左近寺（アニメでは本田）と共に駆けつけ、あっという間に暴走族を倒してしまった。
麗子、擬宝珠、麻里、磯鷲、雛野、乙姫、佐々木、本口以外の婦警たちからの評判はすこぶる悪く、特に早乙女リカは相当毛嫌いしている。署内アンケートでも「結婚したくない男性ナンバーワン」という不名誉な記録に何回も選ばれたり、両津に出くわす毎に「単細胞」や「原始人」などの蔑称で呼ばれるなど、度々酷い目に遭わされている。時には手助けをして見直されることもあるが、自分本位な行動が災いして再び毛嫌いされるようになる。個人購入したプリクラの機械2台を無断借用されたこともあった。しかし、両津自身も自分の裸を撮影してその映像を婦警寮全てに流したり、宅配便で婦警寮にゴキブリ500匹を送りつけるなど、様々な手を使って邪知暴虐に復讐の手を下す。また両津の失態で擬宝珠・マリア・磯鷲に嫌われることも過去にあったが、すぐに関係を修復している。両津が好かれる理由に関しては、マリアは顔が岩鉄に似ている、早矢は声が父の剣之介に似ているというものであり、両津は自分そのものに惚れてくれないことを嘆いていた（ただし、2人とも後に両津本人を好むようになったと言及している）。女だらけの派出所では当初は婦警と対立していたものの、両津が手芸指導をしたところ打ち解け、弁当をシェアすると言った事も見られる。この時の自身を「女子高の体育教師の気分」と分析している他、婦警に「良く女の趣味が出来るな」と言われている。アニメでは麗子が「工作好きで教えたら上達した」と言った他、手芸指導を受けた婦警が両津に弁当を作って来ている他、ネイルアートをしたりするなど、亀有両子化させている。
大原に言われて付き合いのお見合いに行った際には、その前に行ったハワイアンセンターでサングラス代わりのタオルが風でずれて顔が市松模様の変な日焼け、新人の床屋のせいで変な頭、悪い輩に絡まれて大立ち回りを演じて破談になったと思うも、相手の女性に逆に気に入られたり、アニメ版ではお見合い相手の真琴（声：原元美紀）や記憶喪失していた時に知り合った加納綾（声：齊藤真紀）に好かれており、意外性や人情的な一面を知る女性からはモテるようである
アニメでは小野小町の両親が両津を気に入り、小野と宝石店強盗を捕まえて署に帰った後、結婚式まで挙げている。

### 体格
身長は当初「五尺五寸」（約166.7 cm）の設定であったが、後に165 cm に変化し、さらにその後167 cmで固定された。しかし、読者から周囲の人物（特に麗子）との身長の比率がおかしいことを指摘され、第133巻『おしえて両津先生 派出所七ふしぎの巻』にて152 cmへと大幅な設定変更がなされた。167 cmは作者本人の身長であり、それをそのまま両津に割り当ててしまったという。なお、現実の警察官には身長制限があり、男子は「おおむね160 cm以上」とされているため、2009年時点では161 cmになっている。
体重は71 kg（第55巻『両さんの減量作戦の巻』では75 kg→38 kg、第61巻『I am スーパー仮面!!の巻』では40 kgに変化）19貫。スリーサイズは95・85・90、後に105・80・81（20巻『鋼鉄の人!の巻』の時のみチェスト100 cm、第7巻『マシンガンの男!?の巻』の時のみウエスト93 cm）。血液型はB型。
なお、青年誌であるスーパージャンプに掲載された「いい湯だね」とのコラボ番外編では全裸姿が無修正で掲載され、局部に一切陰毛が生えておらず、男性器も皮被りであったことが明かされている（元々の掲載雑誌である週刊少年ジャンプでは該当部分はモザイク処理されている）。

### 容姿・体質

制服着用時の両津像

亀有駅前に建立された祭装束の両津像

剛毛の角刈りの髪型に繋がった眉毛（第1巻の時は別の形をしている）が特徴で、無精髭を生やしている。顔立ちはしばしば「ゴリラ」「原始人」などと評されている。少年時代は丸坊主だが、アニメ版で描かれた少年時代は髪を生やしている。弟の金次郎とは大人になって以降双子のようにそっくりであり、実際に金次郎と間違えられたこともある。その風貌から、警察官にもかかわらずヤクザや押し売りと勘違いされることも多く、本職のヤクザや暴走族を怯ませるほどの迫力がある。制服を着用していても警察官と思われず隣接署の警察官から職務質問を受けたり、両津のことを知らない町会の人に「囚人」と称されたこともある。
靴および靴下を履かず、常時サンダル履き。このサンダルは新人の頃、大原とパトロール中に靴擦れになってしまい、そのときやむなく大原からプレゼントされたもので、同僚からサンダル履きを注意されることはほぼ皆無である。制帽は滅多に被らない。夏は原則半袖だが、旧制服では夏服の際に長袖を捲り上げたような服装を主とし、現行の夏服でも当初は旧制服と同じ着方をしていた（夏服上着の長袖は新旧共実在する）。冬でも長袖を捲り上げた姿で生活をしている。連載当初は裾捲りもしていた（1980年頃まで。ただし、それ以降も一部のシーンで裾捲りしているシーンがある）。入浴をするのが面倒（もしくは嫌い）で数ヶ月入浴しないこともあり、洗濯も数ヶ月に一度しかしない（クリーニングに至っては数年に一度）。入浴が苦手な理由は、少年時代に田舎の五右衛門風呂の入り方が分からず、そのまま入り股間を火傷したことによるが、単なる面倒臭がりでもある。歯は第64巻で生え変わるまで全て乳歯だった。指紋は四角い。骨格は、人間ドックにより55万年以前の原人の骨に酷似していることが判明している（学者によるとマイペースで進化した）。外見上の体格は「胴長短足の日本人的な体形」である。
筋肉が異常発達していることから、ゴリラ並みの体力とチンパンジー並みの身軽さを誇り、富士山麓の研究所から亀有の焼肉店まで数時間程度で戻って来たことがある。加えてゴキブリ並みの生命力を兼ね備えており、火口への転落や大爆発など幾度となく痛い目に遭っても無傷で、万が一ケガを負ったとしても必ず復活するほど。花山理香によれば「150歳まで生きる」とされている が、「天国に来ると迷惑なためさらに追加される予定」であり、過去に閻魔大王と揉め事を起こした経験から地獄側、冥界ですら受け入れ拒否の姿勢を取っている。なお、神様は両津が死んだ場合は受け入れ先がないため、現世に留まることを示唆しており、アニメ版では、2016年のスペシャルで死亡した際に地獄と天国の双方から受け入れを拒否されたため、閻魔大王によって現世に送り返された。
強靭な胃袋を備え、泥、葉っぱ、犬の糞、フグの剥製、ウジ・ゴキブリ・タガメ・コオロギ・ネズミのグリル、石鹸、爆弾、食品サンプルなど、食べ物ではないものを食べたことも多数ある。さらに、食べ物に関しても「腐りかけが一番美味」と発言している。自他共に認める大食いチャンピオンでかなりの悪食だが、チーズは嫌い。好物はマグロで、寿司屋で魚の扱い方を本式に学んでいる事情もあり、1人で解体ショーができるほどの腕前。また、初期には金平ゴボウも好物と言っている。味付けは濃いめが好みの模様。中川圭一によれば「濃硫酸をブランデーで割って飲んでも平気」、大原によれば「マムシの消化液より強力」とのことで、「人間ポリバケツ」の異名がある。腐敗した食品を食べても全く平気だが、鰻丼にジャムをのせてコーラで混ぜて食べた後、ドッグフード5箱にマヨネーズをかけて食べた際には、入院する事態となった（ただしその際も症状は軽いようで、同室の患者とふざけあったり、食事を取り上げたりしている）。また、手製のタバコ（その辺に生えていた雑草を紙で巻いたもの）を吸って急性中毒症状を起こし半死半生になったり、正体不明のキノコを食べ嘔吐感を催す、一気食いをした挙句翌日激しい下痢に見舞われ、オリンピック強化選手と内勤警察官への転属内定を取り消される、雑草を煮出した茶を飲んで悶絶する、といったエピソードもある。イチゴ狩りでは、ビニールハウスのイチゴを苗や葉に至るまで1人で全部食べ尽くしたことがある。そのため「苗は食べないこと」などの張り紙が掲出されることとなった。また、両津に食べ尽くされたビニールハウスにはペンペン草さえ生えなかった。
さらに連載中期以降、神様や花山理香、絵崎コロ助などが登場してからは、さまざまな理由によって体質に変化が生じる事が多くなり、小さくなる、ハエやニワトリになるなど、他の生物に容姿を変えられてしまうこともしばしばある。アニメスペシャルでは、海で釣ったゴムゴムの実を食べて一時的にゴム人間となった。体内には、見た目が漫画のばい菌のようでどんな病原体も排除する最強の抗体「リョーツGPXワクチン」を持っている が、これは最悪な環境でしか生きられず、環境が良くなると弱ってしまう。また、これを常人に接種することは「子供にウォッカを一気飲みさせるのと同じくらい危険」だという。
1994年に警察官の制服デザインが変更された当初は、両津もこれに合わせて現行の冬服上衣や活動服を着用していたが、宴会でビールやウォッカの掛け合いをした後にストーブのそばで乾かしていたら燃えて灰になったり、嘔吐して廃棄処分にしたり、自転車で店に突っ込んでボロボロになるなどした結果、以後はそれまでの旧型制服を着用し、警棒など装備品や階級章まで旧型を着けて勤務している（もちろん識別章は着けていない）。上着の下に着る制服用のワイシャツと夏服は燃えなかったため、現行デザインのものを着用し、夏服時には装備品も現行のものを着けている。
くじ運がかなり強く、福引で特等のヨーロッパ旅行を当てたり、両国国技館での大相撲の枡席を獲得した事もある。

### 性格・知能
初期のあだ名は「始末書の両さん」や「警視庁の悪魔」。
様々な技能及び様々な専門知識を持ち、それらを武器に型破りに動き回る破天荒な性格で、些細なことですぐ激怒するなど非常に短気。いい加減さや金にがめつい点をいつも大原に怒鳴られている新葛飾署ナンバーワンの「スーパー問題児」にして、作中屈指のトラブルメーカーである。とはいえむしろ知識や感性としての常識は普通に持ち合わせており両津を上回る変人、奇人、超人、狂人も数多く登場する作中の他キャラクターに対し至極まともなツッコミをすることも非常に多い。
また正義感は子供の頃から強く、困っている女性やいじめられっ子などには体を張って守っている。
都合が悪くなると適当な言い訳でごまかす、話をそらして失敗を隠そうとして逆に見透かされ余計に怒らせたり、自分の仕業だとバレそうになると口を滑らせたり大げさなリアクションで驚いたりして結局バレるなど嘘や隠しごとが非常に下手。
喧嘩はやたら強く超人というに相応しい体力を持つが、作中最強というほどではなく、屯田から金銭をだまし取った懲罰として寺で強制修行させられた時に拳法使いの僧侶に完敗していたり、早矢の兄たちの揉め事を止められなかったり 、アニメでは外国人のプロレスラーあがりに複数人相手とはいえ敗北しているなど格闘技経験者などには数回負けている。署長に叱られた際は、署長を2階から投げ飛ばしたこともあると語られている。プロレスラー並みの大男2人を瞬く間に倒したり、かなりの達人の強盗と肉弾戦で勝つなど喧嘩も強い。ルール無用のケンカでは大原と互角だが、剣道の試合ではまったく敵わない（大原の動きを事前に予測する、竹刀を投げつけるなどしてやっと勝った）。
作中では非常に多くの犯人逮捕描写があるが、新人当時から犯人の検挙率は高く、手錠で繋がった状態で頭を強打されたり、溺死されかけるなど多大なダメージを受けながらも大物の窃盗犯を逮捕したこともある。本人いわく「掲載と次の掲載の間に犯人を捕まえていたり、真面目に仕事をしたりしている」という。目の前の犯人を逮捕しないこともあるが、普段は屋根上や下水道などどこまでも犯人を追いかけて捕まえたり、新車1台を破壊しつつでも強盗を確保するなど、万難を排して現行犯逮捕に努めるため、犯人側からは「ガラガラヘビの両津」と呼ばれていた。以上のことからこの検挙率の高さを買われて、一時的に刑事課に異動したこともある（交番勤務から捜査専務員にしてもらうには交通・刑事・警備・公安などそれぞれの分野で実績を挙げることが必要）。しかし、上司の南部刑事との関わりや彼の殉職によって未熟を痛感し、自ら志願して地域課（当時は警ら課）に再度異動している。その後は交番勤務を見下す姿勢を改め、毎年南部の命日には必ず墓参りに行っている。なお、逮捕時には街中を破壊することも少なくない。
性格にこそ問題もあるが、アニメ版では食い逃げ・こそ泥・スリなどの検挙率100%を誇ることで、中川や海パン刑事らとともに「世界ナンバーワンポリス選手権」の日本代表として選抜されるほど優秀である。「交番のおまわりさん」としての能力は高く、喧嘩の仲裁、酔っ払いの保護、お年寄りの世話、近所の悩み相談、スズメバチや毒蛇の駆除・捕獲、引越しの手伝い、アニメ版ではラジコンや鍋の修理、など、地域の様々な困りごとに対応することができる。特に東京23区内の地理は熟知しており、道案内を求められた場合は即答している。行動力も人一倍あるため、本気になった時は、非常に頼りになる存在になる。それゆえ、上野や大阪に出向した際には現地で頼りにされているほどである。
基本的には世話好きで面倒見が非常に良いため、派出所に何らかの問題や相談を持ち掛けた民間人にアドバイスをしたり、手取り足取り指導することも多い。民間人のみならず、何らかの問題を抱えている若手警官や新米警官の世話役に抜擢されることも多いが、不慮のトラブルで全責任を負わされることもある。体力に優れることから機動隊員としての素質も十分以上である。罰として、“機動隊の装備一式を装備して街中をマラソン”させられた際には機動隊からも同職と間違われ、ラストで機動隊長から大原を介してスカウトを受けた。警視庁の代表として柔道や剣道の大会などにも強制的に参加させられており、それらの大会では基本的に好成績を収める。囮捜査を得意とし、落とした携帯電話を利用する者を麗子の声を利用しておびき寄せて逮捕したり、禁酒中に悪質なキャッチバーに潜入して逮捕したり、犯罪者のふりをして偽造証券の証拠をつかんでいる。また、指揮官としての能力も高く、自身の父・銀次が詐欺によって200万円を騙し取られた際には、国境を越えた大捜査を指揮して犯人グループを一網打尽にした。これらの理由によって何をしても免職にならず、重くとも停職止まりで済んでいる。大原によると、勤務態度が両津より酷い戸塚金次 や屯田先輩（第12巻登場）、日暮熟睡男がいるため、両津もクビにならないで済むという理由もある。
真面目に仕事をするケースもある。代表的な例として、一つは大原が別の派出所に臨時で行っていた時に、大原の代わりに来た手持鹿（でもしか）部長が優柔不断かつ無能で業務遂行ができなかったため、派出所内で次席の立場にあった両津が業務遂行のため奔走する事態となった。その際、「大原部長は仕事のチェックが完璧」という趣旨の発言をしており、大原を信頼していることが窺える。だが、大原は別の派出所の若い所員との触れ合いでこの回のラストでかなり考え方が変わっていた。一方、両津は職務に励んだ結果、大原を彷彿とさせる人格に変貌を遂げていたが、大原が派出所に復帰して以降は両者とも元に戻っていた。事実、巡査部長試験を受験することになった折にはその勉強ぶりを大原が恐れて妨害を試みたり、コンピュータの入力ミスで交通課の課長（警部補）になった時は交通課の成績を上げている。ただし、この時は経費2万円をパチンコに使い込みしていたために降格となった。アニメ版では絵崎の発明品で巨大化したり、自身のクビを心配した麗子開発の素行研修プログラムを渋々ながらも真面目に受講した後、サボる暇がなくなって仕事や住民からの依頼を毎日きちんとこなしていた。最終話「さよなら両さん大作戦」では日頃の行いが原因で、悪くなった周囲からの扱いを良くするために自らが本庁に栄転するという自作自演を画策する。その一環として遅刻もせず、制帽以外の身だしなみを正して仕事や周囲への対応も真面目に行うことを続けた結果、当初は違和感と不信を抱いた大原たち同僚を含めた周囲からの信頼回復に成功した。しかし派出所の前で総出で行った送別会当日に警視総監から屯田宛の電話で嘘が露見し、謝罪するどころか嘘がバレて転勤せずに済んだ安堵から「引っ込みがつかなくてどうしようかと思ってたんですよ」と弁明した挙げ句、周囲から愛されてる事への再認識から「安心してくださーい!ワシはずーっとここにいまーす!両津勘吉は永遠に不滅でーす!」と調子に乗って取り繕うも激怒した周囲に追い回された。
犯人側の手口や心理にも詳しく、マンション6Fの小栗宅に空巣の侵入方法を分析実行し、犯人側で3分かかるところを1分で6Fまで登って侵入する、空巣犯の逃走経路に中川や左近寺を待機させ追い出して逮捕するなどがある。親切強盗には初犯で感謝されたということで放免し、家政婦・ホームヘルパー、家電修理のリサイクルを勧めるなど、大原の影響も受けている。家電回収には両津も手伝っており、自転車修理もしている。
派出所の署員でゲームをやった際、ゲームの勝者である大原から「仕事をする」という罰ゲームを申し渡された。その後、両津は真面目に仕事に取り組んだが、これは「ゲームの一環であればルールを絶対守る」という両津の性格が出たためであり、この性格を利用して派出所メンバーでしばらく両津を騙すことになる。
以上の点から事務処理や雑務などの遂行能力もそれなりに高く、必要に迫られると行動力もあいまって大原と同等か、それ以上の職務をこなすことができる。
一度、制服姿で競馬場や競輪場に入り浸ったことで大原の怒りを買い、派出所内に作られた座敷牢に入れられたことがあったが、脱出することを試みて「戦争映画でもっともポピュラーな方法」と言って1人でスプーン一つでトンネルを掘り、本当に脱出成功したこともあるため、頭脳は相当な多細胞であると見られる。その後もしっかりと復讐していることから、執拗さと執念深さがうかがえる。
短所として、何事にも飽きっぽい性格がある。しかし、情に厚く社交性も非常に高いため、皆に慕われている。早乙女リカなど一部の婦警は毛嫌いしているものの、内心から嫌われている様子はなく、後に友好的に接してくるようになっている。このことは、アニメ版のエンディングテーマになったテツandトモの「なんでだろう 〜こち亀バージョン〜」で「はちゃめちゃなのにみんなに慕われるの何でだろう?」と歌われている。そのため、交友関係も老若男女問わず、アメリカ陸軍大佐（爆竜鬼虎）から花火職人、お笑い芸人のスチャラカ鼻子（原作で中川の運転で飛鷹日光・飛鷹月光姉妹とともに大阪に行き、彼女のお笑いライブを見た後、楽屋で親しげに話している描写がある）までとかなり広い。社交性は高く人当たりが良いにもかかわらず、トラブルメーカーで、非常識な言動が目立つため、派出所メンバーなど、両津のそういった一面を知る者から度々のけ者扱いを受ける。主要な例として、毎年派出所メンバーを大原家に呼んで行われる新年会にも「家が壊されたり騒ぐ」などという理由で呼ばれないが、新年会があること自体は知っているために、勝手にやって来て料理を食い散らかしたり、度々大原と喧嘩することがある。
この他にも自身の両親を大事にせずに何年も実家に帰っていなかったことが多いなど、不義理な部分もある（松吉が死んだときは、電話をして家族が元気かどうか尋ねたことはある）。また、父親の銀次とは些細なことで頻繁に喧嘩をする。
道を尋ねた男性に「おまわりさん」ではなく「巡査さん（本官さん）」と呼ぶことを強制するなど、かなり特権意識が高い警官だった。また、そうした意識の表れか、通常は大原や屯田、南部など上司や先輩以外の相手に対しては年上や初対面であってもタメ口で話すことがほとんどである。
警察官でありながら悪徳商法などを何度も実行し、何度も逮捕されたこともある。話によってはつかの間の大金持ちになったこともあるが、不正が発覚するか、勢い余って毎回困惑して商売が止まってしまう。逆に騙されやすい単純な一面もあり、悪徳商法や詐欺の被害者になったこともある。しかし、いずれは騙されたことに憤慨して仕返しに出ることも相次いであった。
オープニングが「葛飾ラプソディー」だった時期のオープニング映像では、食べていたアイスクリームをダメにした泥棒を検挙するためではなく弁償させるために追跡し、追い詰めると泥棒の所持金すべてでアイスクリームを好きなだけ買った。連行後に大原に犯人逮捕のためとはいえ住民たちに迷惑をかけたことを叱られていた。
話によって設定が異なることもあるが、プログラミング技術に優れており、他人のコンピュータからハッキングをしたりもする。しかし、学力は理科を除いてかなり悪く、その理科の授業でもアルコールランプを使用した時、スルメを炙っていたり、挙句の果てに爆発させたり で、理科においても結局は他の科目と一緒である。
漢字に関する知識は小学校低学年レベル以下であり、字は壊滅的に汚い。その上、始末書や自分が書いた字ですら読めない漢字もあった が、第57巻では小学校時代に国語が好きだったことを述べている。また、漢字の読み間違いも頻繁に多く、有名なのが月極駐車場の「月極」（つきぎめ）を「げっきょく」と読んだことであり、読み間違えた理由を「知り合いに月極慢太郎（げっきょく まんたろう）という人物がいる」としていた（「月極駐車場」は日本全国に駐車場を展開する大手不動産会社と思い込んでいた）。ほかにも「渋滞」を「しぶたい」と読んだり（本人いわく「渋い安全地帯」の略とのこと）、「若者」を「にがもの」と読んだり（しまいには中川がそのように言っていたとでたらめを言っていた）、カレーの「辛口」を「しあわせくち」と読んだりしていた。16巻の亀有村塾では、鼻血を「えがわ」、勇気を「またかき」、努力を「おんなまたじから」、会うを「おおひら」、悪漢を「ぶちょう」、電車を「でんぐるま」、反則を「ちょんぼ」、満月を「ぼうず」と答えている。ただし、麻雀や競馬などのギャンブル用語は強く、馬券の正式名称を答えたり、幼児化した両津は「東西南北」「白発中」を「トン・ナン・シャー・ペー・はく・はつ・ちゅん・リーチいっぱつ」と読み、麗子は「赤ちゃんの時から麻雀やってたのかしら？」と呆れている。末期では寿司屋に勤めていることもあり、魚偏の漢字は強くなっている。字の汚さは大原に長年罵られてきたこともあって本人も気にしており、一時は本気で落ち込んでしまったことがある。その後、檸檬から書道の指導を受けて少しずつ上達し、「味のある字」と評されるレベルになっており、自分の気持ちを綴った「書の歌」を書いたところ好評となり、全国で個展を開くまでになった。
歴史に関しては知識が散在であり、例としてマシュー・ペリーの人相や家庭環境、軍人としての経歴、日本に来航した時の船名や船のデータまで記憶していたが、肝心の黒船来航の目的については覚えていなかった。つまり、趣味に関する記憶（要するに雑学）が膨大な量にのぼっているのに対し、一般常識に対しての記憶の乏しさは異常である。これが原因で事業などで失敗することも多い（詳細および理由については後述）。また、石川啄木がビートルズの楽曲を聴いていたというあり得ないことを言っている。アニメ版では、豊臣秀吉のことも知らなかった。
計算能力や記憶力も芳しくないが、自分の借金以外の金に関する計算能力は少年時代から異常で、自らが放置したゴキブリの繁殖数を平方根を用いた暗算で割り出したこともある）。趣味に関する記憶（要するに雑学）も常人を遥かに凌駕している。これは普段、言語・理性などを司る左脳が冬眠状態にあって、右脳のみで思考・行動しているためである。左脳が活動し出すと、東京大学入試問題で満点を取れるほどの天才になる。もっともその期間は短く、左脳が休み始めると元よりさらに脳の働きが無くなって灯油とガソリンの違いすら分からなくなってしまう。。
また、左脳が働いている時に自動車全種の免許や気象予報士、危険物取扱者丙種・乙種全類を取得している
刑法や一般教養などの知識は皆無だが、アニメや声優、アイドル、プラモなどに関する知識は豊富で、警視庁の要請で第2のDJポリスに任命された時は、豊富な知識と所持していた様々なアイテムを使って一触即発状態だった暴力団とマフィアの抗争を未然に防いだこともある。これ以前に、アイドルのコンサートで主催者側とファンとのトラブルの警備をしていた時には自分もファンだと公言し、アイドルの歌をフルコーラスで振付付きですべて歌ったことでファンから「神ポリス」と呼ばれ、教祖のように支持されていた。さらに、声優のイベント警備ではアニメキャラクターのモノマネやファンもノーチェックの深夜アニメの情報を2時間語り倒して「アニヲタポリス」としてファンから絶大な支持を受け、ハンストデモの警備では4時間びっちり落語をやり、デモの参加者や周囲の一般人から「落語ポリス」と呼ばれていた。

#### 始末書
些細なことですぐに発砲し、警察手帳をよく紛失し、パトロール中にパチンコ店や競馬場への寄り道などの問題を起こすので、始末書をよく書かされる。第4巻で部長に「10枚でザンビアの片道旅行に招待してやる。あと少しだ」と言われ、第12巻「ギャンブル狂時代の巻」で30枚、第63巻「夜勤パニックの巻」の時点で5,000枚、第116巻「祝い隊・出勤!の巻」の時点で1万枚、その後2万枚に増え、2009年現在は3万枚を超えている。これらが「始末書の両さん」と呼ばれる理由である。さすがに何枚も始末書を書くのが嫌になって、始末書を書かないようにするために証拠を隠滅することもある。例として薬莢に銀紙を詰めて弾丸を使っていないように見せる、他人から弾丸を貰う、他人の拳銃を借り、シリアルナンバーが打ってある部品以外を全取替えして、自分の拳銃を新品同様にする、おもちゃの警察手帳をポケットに入れる、新式の制服が破損したために制服を偽造して後に旧式の制服を着用して勤務するなどが挙げられる。また、派出所が火事になった際、これに乗じて始末書を燃やそうとしたが、運悪く大原に発覚したため に署長室で両津本人が発見して極秘処分をする形で始末書を減らしたことがあった。始末書以外に、不祥事に対する処罰として減給や謹慎を受けたり、大原から直接お仕置きを受けることがある。
前述で述べた発砲する行為は主に両津が怒る際に行っており、常に弾が当たらないように発砲している。大原も両津の悪事で怒る際に両津に発砲を行う。葛飾署に卒配時に護送されている犯人に足蹴りされた腹いせで発砲事件を起こしており、猫に天丼を盗み食いされた腹いせに猫にも発砲しており、社交ダンスのペアになることを拒否した婦警と男が余ったために社交ダンスの相手になった左近寺に対しても発砲を行っている。また、ポルシェと自転車で競争して衝突した腹いせに民間人であるポルシェの運転手に銃口を向けている。アニメ版ではそのような発砲シーンは削除されている。
また、宇宙人2名によって時を止める能力を与えられたことが二度あり、一度目は金儲け目当てでそれを使い、競馬場で馬を停止させて停止中に馬や騎手や観客を移動させて再開時に衝突させるように小細工し、最低人気のゼッケン5番の「ダメダイオー」を一着にさせたり、サッカーくじを当てるために自分が負けと予想したチームの選手をサッカー場から離れた寺院の鐘に移動させるなどして、サッカーくじを的中させた。二度目は、川に流れていた1兆円を拾うために何度も時間を巻き戻したが、脱税された隠し金だったため、全額国庫に入れられた。
問題を起こす時は原作における時に本田速人だけ、時にボルボと左近寺の2人を付き合わせる場面が多かったが、アニメ版では初期から同時に4人組で問題を起こしており、乗り物の操作などの場合は本田、密室からの脱出などの場合はボルボ、力仕事に徹底する場合は左近寺をそれぞれ利用する。中川も数回悪事に付き合わされたこともある。
このように破天荒なキャラクターぶりから、プライベートで出会った人からは本当に警察官なのか疑問視されることも多い。
転勤先や移動先など各地での順応性は非常に良く、局地のさいはて署や未開である宇宙も含めてどこに行ってもへこたれない生活力があるが、銀座署に行った時だけは、勤務時間後に大嫌いな外国語の勉強会があったため、「えらい所にきてしまった。どんなにイヤミを言われても大原部長のほうがマシ」と言っている。

### 生活・金銭面
金遣いが荒く、給料やボーナスが出ても次の給料が支給されるまでにギャンブルやおもちゃ、ゲームなどにつぎ込んで、全て使い切ってしまう。そのせいもあって金銭に対する欲が桁外れに強く、商売やアルバイトといった金儲けを頻繁に行っている。両津がまともな行動をする際には、大抵金銭（それもかなり莫大な額）が絡んでいる。また、両津があまり乗り気でない事柄であっても、報酬や賞金が出ると知った途端に態度が急変することも多い。
周囲の人物からの借金は日常茶飯事で、商店街の借金は返そうとも思わない。そのため商店街の連中に追っかけ回されることがしばしばあり、ボーナスを求めて署まで取り立てに来る様子を署員らは「夏の風物詩」「冬の風物詩」と呼んでいる。商店街だけでも20人に一人当たり10万円以上借りていて、酒屋だけでも3か月分のツケが81万円だった。特に中川と麗子は「人間キャッシュカード」と両津に考えられており、この2人からの借金の額はかなりのものである（忘田巡査にも同様に「人間キャッシュカード」と言って相当な額の借金をしている）。
中川には「親戚」であるという立場を悪用して数千億円 という途方も無い額の借金を負わせている。また中川の恩師である絵崎コロ助には色々と肉体的に酷い目に遭わされている。金がない時の買い物の代金はツケとする上によく踏み倒す。また借金のため、商店街のブラックリストに載せられたこともある。しかし、一度中川によりいい夢を見ることができる機械を使って現実と夢を逆にさせられ（その時の両津は競馬やパチンコで大穴を当てるなど幸運がめぐっていたが中川たちにより夢だと思わせられた）稼いだ賞金で借金はほとんど返され通帳に1億円があるまでに至った。
住居は長らく葛飾署の男子独身寮「ニコニコ寮」で暮らした後、親戚である擬宝珠家が経営している超神田寿司にアルバイト（原作でのみ、後に正社員）として勤務。しかし「夏春都にゲームソフトを捨てられそうになった」ため、ニコニコ寮に緊急避難。再び超神田寿司に戻った（両津曰く「ゲーム禁止」のため）。また、板前としての実力は店を持てるほど上達している。公務員の副業は認められていないため、「浅草一郎」名義の戸籍を手に入れている。よって戸籍を二つ所持している（本人は戸籍を「親戚から買ったから合法」と釈明している）。末期は、ニコニコ寮に再度戻っており、残念と同室であり、最終的には再び一人部屋に戻っている。
またニコニコ寮に戻るとだらしない生活をしたり部屋をゴミで散らかしたりするが、超神田寿司にくると周りの監視の目があるせいかきちんと部屋片付けをする。

#### 給料
待遇は警察官としての月給は約32万円、ボーナスは約82万円ほどで、年収は約600万円でこれは同年代の同僚・寺井洋一（ボーナスは68万円強）よりも多いが、アニメでは同期署員よりも少ないとぼやいている。第43巻でビルからバラ撒いた時のボーナスは約70万円、振り込みになった時は合計100万58円（ボーナスは75万3210円、月給24万6848円）。ただし遅刻・無断欠勤・勤務中の怠慢行為・職務遂行のためとはいえ壊してしまった物の賠償金支払いのため・問題行為の数々により、本来の額の約10分の1にまで減給されている（話によっては月給1500円になったり、マイナスになることも多々ある）。中には100年間の減給も食らっている。ただし、後期では「超神田寿司」での給料が高い（ボーナスで300万円）のに加え、ネット配信している情報誌『ギザマニア』の収入（月100万円） もあるため、生活に苦慮している姿はあまり見られなくなった。
一度、夜中に署に忍び込んでパソコンを操作しボーナスを41,283,600円（自分のボーナスの50倍の額）にしたが、後に手持ちのボーナス全てを落としてしまう。パソコンをいじった際に大原のボーナス額を980円（元のボーナス額を3桁減らした額）、屯田署長のボーナス額を21,256円（元のボーナス額を2桁減らした額）、寺井のボーナス額を10,685,712円（多額の住宅ローンを抱えていることを気の毒に思ったため1,000万円プラスした額）、中川のボーナス額を1円（「何でも1番が好きだから」という理屈）、麗子のボーナス額を5円（「いいご縁がありますように」という洒落）にした。なお、アニメではボーナスの値段を決めるパソコンが手違いで廃棄処分予定にされていたため彼が遊んで自身のボーナス額を1億円に、寺井は1000万円、マリアに200万プラスしている（結果は原作と同じ。この額は、葛飾署員全員分のボーナスに相当する）。また、大原は「警察官の仕事が好きだから」と110円に変更された。
日暮熟睡男が1988年に起きた際、日暮が旧千円札（肖像画が伊藤博文）を持っているのを見て、「通貨の単位が『円』から『点』になった」という嘘をつき、代わりに商品券を渡すことで金を騙し取ろうとしたこともあるが、中川に「嘘ついたらいけませんよ」と言われてしまい失敗した。
かなり昔からNHK受信料を支払っていないようである。また、税金に関する知識が乏しく自身の給料から毎月税金分が抜かれていることを知らなかった。そのため、知った直後は税務署へ殴り込みに行った（結果は敗訴）。その後は、大原曰く、天引きするとゴネるため、自己申告して支払うようになっているので、督促状が来ている。
通勤手段は新葛飾署までは電車やバスを使い、そこから派出所までは自転車を使っている（本人曰く愛車で、スイフト工業製造・警察純正の千鳥）。

### 趣味・特技など

#### 趣味
趣味は、ギャンブル（特に競馬、他にも競輪・競艇・パチンコ・麻雀・totoくじなど）や飲酒（ポリバケツ一杯分を一気飲みできるほどである）、ラジコン、プラモデルにゲーム全般（テレビゲームやコンピューターゲーム、サバイバルゲームやトランプゲームなど）やスポーツ全般（特に野球・剣道。しかし初期の頃には「わしは野球を全く知らない」とのセリフもあった）、将棋、アダルトビデオ鑑賞などと非常に多趣味である。また俗に言う女遊びも好むようで、風俗店やキャバレーなどに通っているシーンも多い。
タバコに関しては昔はかなりのヘビースモーカー（銘柄はハイライト、セブンスター、マイルドセブンの3種がほとんど）だったが、大原からの強い薦めと中川が両津を禁煙させるために雇ったボディーガードとの逃走戦の際に作った手製煙草（原料は雑草）で体調を崩しそれにより完全に禁煙した（少年誌で喫煙を肯定するのは好ましくないから、という事情もある。実際この頃他の少年誌でもタバコ表現への規制をうかがわせる描写が多く見られた。なお、この話において作者が突然登場し、喫煙に関して皮肉めいたコメントをしている）。また後にタバコはとうの昔にやめたという旨の発言 もある。本田や中川らを含めて誰もタバコは吸わない。葛飾署でタバコを吸うのは戸塚金次と後流悟十三、星逃田などの一部の署員だけである。
大変な酒豪で知り合いの上棟式で酒を樽ごと飲んだり、花見ではドラム缶で飲んだり、地酒500本を一晩で飲み干しても全く酔わなかったことがある（そして飲み干した後に口直しとして酒を飲んだ）。
その酒豪さから「ウィキペディアで酔っ払いを検索したり項目を表示すると一番上に先輩（両津）の名前が出てくる」や「ツイッターで世界中の酔っ払い10億人をフォローしている」と中川や麗子に言われたこともある。ただし、酒には特別強いわけではなく、何度も酔ってトラブルを起こしている。
将棋も得意で本将棋は中川・麗子・寺井・本田よりは強く、また中川・麗子・寺井の3人を相手に目隠し将棋と目隠しチェスで同時対戦して勝ったことがある。ただし大原や纏一家、御堂春には腕が劣るが（特に檸檬には10枚落ちのハンデがつけられても負けた）、目隠し将棋は大原とほぼ互角（最初の対戦では負かした） で、駒の数を4倍にした「大々将棋」や、3秒以内に打つ早打ち将棋は大原よりも両津の方が上。軍人将棋ではプロを相手に勝ち続け七冠王を獲得した。
なお、それぞれの趣味の腕前については「自分はパチプロである」、「ゲームをプログラムの段階で遊ぶ」などの発言があり「プロ」となりうる物であるようである。
ゲームに関してはテレビテニスの頃からやっており、ゲームとともに歩んできたと言っても過言ではない。人間代表としてコンピュータ「ジーザス」と戦ったこともある。アーケードゲーム『ドンキーコング』の筐体を60万円で購入したこともある。なお、1987年当時 で3,000本ものゲームソフトを、第105巻『やったぜ!ゲーム化の巻』当時で40種類以上の家庭用ゲーム機を購入したことも判明している。全てのゲームはプロゲーマー級の強さだが、対戦型格闘ゲームでは左近寺竜之介に全く歯が立たず負けている。また、他人にゲームを勧めることもあり、格闘ゲーム一筋だった左近寺竜之介に恋愛ゲームを勧めて（実際は本田のために作った『どきどきメモリアル』の裏技ビデオが左近寺に渡した格闘ゲームの裏技ビデオの中に混じっていたのを誤って再生させ、興味を示した）オタク化させている。ゲーム好きであるため、頻繁に秋葉原に行く。クレーンゲームもワンコインでプライズを取ってしまうほどのスキルがあり、プライズをネットオークションで捌いている。地域住民らは「ゲーム機のプロフェッショナル」と言われ、ゲーセン側からは「ゲーセン荒らし」と言われているが、シングルアームのショベルは苦手である。ミリタリー系のゲームを好み、特にFPSはやり込むほどで、CoDシリーズは全シリーズをプレイしている上、キルレシオが9という超高評価を保持し、FPSの界隈では「突スナ（突撃スナイパー）のryotu」として有名。
また手先が器用であり、麗子に教えてもらった編み物やビーズワークスのような主に女性がやるようなことも得意で婦警たちを驚かせたこともある。但し、麗子・マリア・二徹には劣る。他人の技術のモノマネはヴァイオリンをプロ並みの技術を持つ麗子・中川に素晴らしいと言わしめたほどに真似したり、大原への誕生日プレゼントとして派出所メンバーで購入した70万円相当（アニメでは100万円）の日本刀を不注意で折ってしまったためその代わりに自作したところ、大原の鑑定によると200万円（アニメでは1,000万円）以上の価値の品ができた など天才のレベルに達している（ただし、大抵は一度限りで失われてしまう）。
音楽は演歌が好きで、特に春日八郎の大ファンである（新宿コマスタジアムのコンサートに足を運んだり、サインも貰ったりしている。また、「春日の曲はすべて歌える」と言っている）。その他太田裕美、北島三郎、飯田久彦、都はるみ、殿様キングス、甲斐バンド、藤山一郎の「影を慕いて」、近江俊郎の「湯の町エレジー」、などをよく聞いており、その他に歌える歌手としては泉谷しげる、高石友也、なぎら健壱、加川良、高田渡、三上寛、岡林信康などのフォークソング歌手や月亭可朝のようなコミックソングの歌手 を挙げている。また軍歌も歌えるようで、チャーリー小林のコンサートで本人到着までのつなぎとしてステージで「ラバウル小唄」「満州行進曲」などを歌ったり、大原とともに軍歌メドレーを熱唱したこともある。その他、「コン・バトラーVのテーマ」 や「破裏拳ポリマー」 のようなアニメソングや、世間一般でマイナーなC級ソング にも詳しい。芸能に関しては連載初期の頃は知識が乏しく、一般には有名人でも全く知らず、中川に「タレントに関して3人くらいしか知らない」と言われたり、チャーリー小林に「芸能知識はジェリー藤尾やダニー飯田とパラダイス・キング全盛の頃で止まっている」（=1960年代の頃） と言われたり、大人気コンビを見てビリーバンバンや中田ダイマル・ラケットなどの一昔前の有名人の名前を挙げて当人たちを困惑させたりしていた。2000年代後半以降は大原に最新のアイドルについての知識を完璧なまでにレクチャーできるほどになっている が、流しの歌手をやっていた時に若者からHysteric Blue、UA、SOPHIAなどの最新のポップスをリクエストされても全く歌えなかったので、最新の歌謡曲はやや疎い。
シドニーオリンピックでは「缶蹴り」の種目に出場し金メダルを獲得した。また、警視庁の代表として「各官庁対抗体力選手権」（フジテレビの番組）、「全国警察キャラクター選手権」 などでトップに近い成績を残している。
プラモデル好きでもあり、本人曰く初期ガンダムからΖガンダムまで知っており、他にもガンプラを全種類作り上げている。また、恐竜や魚の骨の一つ一つまで丁寧に組み立ている（本人曰く「几帳面だから」）。非常に工作技術が優れているため、映画用のジオラマ制作を依頼された時には実物と見まがうばかりのリアルな12分の1スケール姫路城を作り上げたこともある。大原から模型製作の依頼を受けた時にはグレート・ハリーの帆船模型や法隆寺の五重塔といった木製模型も制作したことがある。しかしどちらの作品も完成時には地震によって帆船模型がバラバラに壊れたり、両津本人の不始末の原因で法隆寺の五重塔が炎上して炭になってしまったこともある。その広範な知識とプロ顔負けの技術をかわれて、葛飾区に新設された超芸術大学では学長の推薦によりプラモデル科の専任講師となり、戦車のプラモデル製作指導を行うだけでなく、戦車の歴史を（教科書無しで）講義したり、NHKのプラモ講座の番組にも出演している。
初期の頃はアニメの作り方を知らず（人形劇のようなものだと思っていた）、懐かしアニメは分かるが最新のアニメは分からない描写（当時の最新OVA『電脳戦隊ヴギィ'ズ★エンジェル』を「新し過ぎる」として知らなかった）もあったが、次第に詳しくなったようで、1997年当時には本田から「アトムからエヴァまでどんな世代の人とも語れる」と評価されるまでになった。麗子曰く、1日20時間アニメを見ているらしい。特にミリタリー関係のアニメになると厳しい主観になり、『ガールズ&パンツァー』に対して「「パンツァー」はドイツ語だから本来なら「ガールズ&タンク」だろ」など色々主張した他、『艦これ』の際にも色々語っていた。
父親の銀次に似て多数のアダルトビデオを所持しており、友人（中川曰くエロ友達）の藤田尾出男（茶店経営）からダビングしてもらうこともある。
趣味の一つに競馬とあるように、ポケットサイズの短波ラジオ受信機を常時携帯し仕事で競馬場に行けない場合も勤務中にラジオで競馬実況を聞いている。「馬は男のロマン」と言っており、馬好きは本物で、実際に農耕馬とイギリスの「ダイアン」号を購入・飼育したり、警視庁騎馬隊の馬16頭の面倒を一人でみていたこともある。その際、元競走馬だった馬の旧名（警視庁に移るに当たり、全く別の和名が付けられている）を両親の名前だけを見て全て当てて他隊員に驚かれていた。
上述した缶蹴りを始め、ベーゴマやメンコ、釘刺し、鬼ごっこ、ケイドロなどの昔ながらの遊びも大得意である。麻雀も強い。ただしカードゲームには実力にムラがあり、トランプではスピードやうすのろは得意だが、神経衰弱や大富豪などでは中川や麗子に負ける場合が多い。花札も中川に負けている。百人一首は「坊主めくり」しか知らず、歌も全く覚えていなかったが（ただし歌人の名前と顔は覚えていた）、大原への対抗心から百人一首のパソコンゲームを自作してコンピューターと対戦したり、競技かるたの有段者とインターネット対戦をするなどして特訓し、中川や大原を全く寄せ付けないほどの実力（決まり字が読まれた途端に取れるほど）を身につけた。また、幼なじみの村瀬賢治 や朝比奈隆 にそれぞれベーゴマやメンコを教えていた経緯を持つ（特に賢治はベーゴマチャンピオンになれるほどの腕前になった）。しかしベーゴマやメンコでは纏に全く歯が立たず負けており、逆に両津が纏からベーゴマを教わりそうになる事態となった。
マニアックな知識も豊富で、配置係や特殊刑事課の非常勤「物知り刑事」に抜擢される。その例としてロボットアニメ『ガムダン』を分かりやすくまとめたものを全く知らない麗子に提供し、マニアとも対等に話せるレベルにして出版社の人間を感心させたり、鉄腕アトムやウルトラ兄弟さえ知らないほどだった植木警視正（両津の旧友）に特撮・懐かしのおもちゃなどについてレクチャーし、彼を懐かし物に関する総合商社の経営者にまでしている。だがまとめられるのはアニメやおもちゃなどの娯楽系のものに限られ、ファッション関連や『罪と罰』・『戦争と平和』のような文学関連はまとめることが困難であり、さらに文学知識自体が乏しく、日本の作家で名前を知っているのは夏目漱石・芥川龍之介・太宰治・川端康成・三島由紀夫・谷崎潤一郎の6人だけである（作品を読んだことはない）。ただし一時、中川や麗子らの助けでトルストイやドストエフスキーなどのロシア文学については「もっともらしく聞こえる」程度の感想を述べられるまでになったことがあり、カセット文庫であればそれなりに聞き入れるほか、白鳥純に勧められた工学書やIT関連の書籍を読破している。さらに自分の理論を説明するために尾崎紅葉の『金色夜叉』を話題に出したこともある。昆虫採集や昆虫の養殖も得意だが、『甲虫王者ムシキング』や政治・経済分野などに関しては非常に疎い。学校制服も疎いが、銃器や玩具関係は並べ方に拘りを持っている。
隅田川の橋名を全て順番に覚えており、友人の屋形船の乗せて貰った時には、機材トラブルで橋の説明をしている。但し英語は話せないので日本語が分かる外人が吹き替えている。
その他、父・銀次の影響により幼少のころから銀次と一緒に映画館や寄席に通っていたため、落語についてはネタが実演できる位詳しい。ただし映画好きでも洋画の字幕スーパーや重いストーリーの映画は苦手とする。また、ルパン三世の物真似もそっくりと言われている。
赤塚不二夫の漫画が好きで、ニャロメなどを上手く描くことができ、特に『おそ松くん』に関する知識に至っては豊富で、「浅草で一番おそ松くんを描くのが上手い」と自負するほど六つ子を描き分けることができ、今まで1000人以上六つ子を描いたほどで、中川の知人でおそ松くんマニア（両津同様、六つ子を言い当てるほど）の与野中金太の依頼で10億円の24金ロールスロイスに3333人の六つ子を描いた。
G.I.ジョーやロボット類のアクションフィギュアや超合金、美少女もののガレージキットなど男性向きのフィギュアのほか、リカちゃん、バービーといった女子向けの着せ替え人形の歴史や真贋鑑定の造詣も深い。
さらに、「エロの達人」としてのファンからの評価も異常に高い、とウィキペディアに書かれている。。但し、早乙女による現金とエロ本の実証実験の結果は「エロより現金」ということで、女子寮の清掃依頼をしている。

##### 両津が参加するスポーツチームなど
- チーム・ギャリソン・ジュニア（2軍）・チーム・ギャリソン・ゴリラ（1軍）[181] - サバイバルゲームチーム。1軍が強いため、普段は2軍が相手をしている。ボルボ・左近寺・本田らも参加しており、北海道遠征時は平林率いる100人チームを僅か15名で負かしている[182]。大原も時代劇サバイバルに参加したこともある。また、祖父である勘兵衛とサバイバル婆さん率いる老人チームに負けかけたことがある。

ジョディの米軍海兵隊員らからも「戦術を取ってくるので野戦訓練になる」という理由で本職の人々らとも対戦している。麗子も参戦させている。
- 亀有マッカチンズ[183] - 両津の草サッカーチーム。無敗で、草サッカーの全国大会で日本一になったのみならずジョディー率いるアメリカ海軍チームも負かしてA-6など戦闘機12機を獲得し、最終的には石油コンビナートまで手に入れた[183]。中川や麻里愛も参加。
- ワイルドポリスマンズ[184] - 葛飾署の野球チーム。商店街チームの助っ人もするが、纏率いる葛飾署女子チームに野球・ソフトボールともに大敗を喫する。
- 葛飾署ラグビー部 - かなり強いチームだが、両津に助っ人を頼むことが多い。一時期、石頭の命により暴走族でラグビーチームを結成。かなり強いチームに作り上げ、数々の強豪社会人チームや葛飾署チームや本庁チームなどにも勝利し、ファイトマネーを取るまでに成長させる。雑誌にも暴走族を更生させたと美談で掲載された[185]。
- 亀有レディース[186] - 葛飾署の女子アイスホッケーチーム。実力はトップクラスであるが、ラフプレーをする男子チーム（監督:平平平平の他、ペンギンや白熊も在籍）とも対戦するため、コーチ兼ボディーガードで両津を招聘した。一応、早乙女リカも籍を置いており両津も『両津花子』で選手登録されている。のちに両津はNHL（ジョディーの兄のチーム）の監督に直接スカウトされ、悪役のスター選手『ポール両津』としてデビューした[187]。
- 暴走部[188] - 両津が暴走高校の不良たちを更生させるために設立したクラブ。練習内容が過酷なうえに練習時間は最長12時間であるため、退部希望者が続出するほどであった。その後は第2段階として「男子華道部」、「男子リリアン部」、「男子ネイル部」、「男子プリクラ部」、「男子スイーツ部」などを創設し、大会でも上位に入賞するまでになった。最終的に不良たちは全員更生したが、女子高との交流が多くなったため、全員オネエ風になっている。
- 葛飾署男子プラモ部[189] - その他、警視庁交通課とロボット課の女子プラモ部も存在し、両津のプラモよりもレベルが高い。ラジコン刑事は未所属。

#### 資格
資格は多数取得している。その種類は、運転免許（第一種運転免許（アニメでは元々免許を所持していたようで、白鳥のF40を乗りこなしている）・第二種運転免許全て、いわゆるフルビット。ただし一度全て失効し、その後再び全種取得）。現在は爆竜大佐から誕生日プレゼントとして譲渡されたM551シェリダン空挺戦車を自家用車代わりにしている他、高校時代には豚平、珍吉と共に中古のホンダ・N360およびN600を購入し所有していた時期があった。自家用操縦士免許、小型船舶操縦士免許、漁業免許、危険物取扱者（丙種・乙種1 - 6類。なお、甲種に関しては当時受験資格制限があったため受験していないようで未取得）、気象予報士、中小企業診断士、秘書技能検定、宅地建物取引士、衛生管理者、ボイラー整備士、電気工事士、自動車整備士、潜水士、鉄骨製作管理技術者など多岐に渡っている。
なお連載当初の設定では運転免許を所持しておらず、それにもかかわらず何度も車を運転し、そのたびに暴走や衝突事故など様々なトラブルを引き起こしていたが、のちに設定が変更され、運転免許を所持していることになった。
本人は、雛のオス・メスを見分ける「初生雛鑑別師」の資格も取る予定らしい。溶接・クレーン技師・発破解体など、50種類の工事作業資格を生かして母が病気で寝たきりな上、交通事故で入院した両津の幼馴染みの友人の代役で東京スカイツリーの建設に携わる。現場を的確に仕切る様から「両津隊長」と呼ばれ、500名近くいる現場関係者のほとんどが両津の名前を知っている。その後両津はそれらの給料をその友人のために全額振込んでおり、大原も「あいつ…金儲け以外でも働くとは…」と思わず感涙した。また、その豊富な資格から商店街のメンバーに借金返済のために部長公認で働くことになった際もその仕事探しに苦労はしていなかった。
また、儲かるバイトがあると知るとたとえ自分の知らない仕事だろうと頭脳系の仕事だろうと始めてしまうことがよくある（バイトが決まってからその内容を尋ねたこともある）。
なお、パチンコでもパチプロとしても生活できるほどの実力がある（所持金3円で玉を1個だけ買って最終的に52万7235個まで増やしたこともある）。ただしたまに負ける時もある。

#### 起業、ビジネスコンサルタント、アルバイト
作品の中では独力もしくは多少の中川の援助で多数の事業を興している。具体的にはポケベル、日本酒、石鹸、鯉、テレビ番組、ラジオ番組、ケーキ、動物プロダクション、老人音楽プロダクション、アイドルファンクラブ、占い、プラモデル、OS、パソコン、地域通貨、警備会社、都市型リゾート、気球やはしご車によるデリバリーサービスなど多種多様である。但し、労働基準法違反をしており、儲かっても従業員を増やさず、従業員を酷使して休憩を取らせ無いことが祟って、ほとんどが失敗に終わっている。アニメではハシゴ車でカレー屋をやったが、売り切った所で辞めておけば良かったのに欲張って追加発注してのが失敗と、中川麗子に指摘されている。
事業成功の要因として、まず経営コンサルタントとして類い稀な才能を持っていて、客の入らない店や潰れかけた店を大繁盛店に導いていたり自らイベントを開催し大成功させたりしている。また誰とでも仲良くなれる明るく陽気な性格から、営業マンとしても類稀な才能を持っていて（本来は禁止されているが）アルバイトでトップセールスマンになったことも度々ある。さらに知人の露天商がやる気を見せなかったので、手本で露天販売をしたところわずか数分で黒山の人だかりになったことや、大原から縁起物の熊手を買ってくるように頼まれた際、露店全部の熊手を売り切りる代わりに、50万円の熊手を5万円にまけるように露天商と交渉し、一日で全部売り切り約束通り5万円で手に入れたことがある。加えて上記のように理系知識を多く持っていることから技術者として高い才能を持っていたためと見られる。（一見すると不似合いだが）麗子曰く「ナンバー1ホストは無理だが、豊富な知識と話術だけでナンバー2ホストとしても稼いでいける」と評されている。これも両津が社交的で話題豊富であり、なおかつ大の酒豪であることからもうかがい知ることができる。
そのため一時的に億単位の莫大な利益を発生させることもしばしばだが、自身の欲深さと、調子に乗りやすい性格から、大損害を発生させ、中川やその他の事業パートナーにも金銭的悪影響を与えることも多くある上、稼いだ金で中川たちからの借金を返そうという選択すら思いつく様子がない（しかし、中川にニセの委任書を書かせて財閥の社長になりすまし1兆円の被害を出し香港に逃亡した際、ビル不動産経営で多額の利益を上げテレビ出演した際「ジャパンのナカガワくんにちょっと悪いことした。もうちょっとで返すアルヨ」と、一応弁償しようとはしていた。なお『Kamedas』掲載の両津の収支決算によるとその後1兆円全額を返済したことになっている）。アニメで中川の親戚という立場を悪用して中川グループに潜入したこともある。この時グループのお荷物会社と言われる末端の運送会社に配属されたが、そのコンサルタント能力の高さから短期間で倉庫番からその会社の会長にまで上り詰めている。結果的に会社の利益を上げることに成功して社名まで自分に因んだものに変えているが、倉庫を全焼させるという不祥事を起こして解雇されている。しかし密かに内部調査をしていた中川の父・龍一郎によって会社の社長がライバル会社に中川グループの情報を流しており、保身のために両津を蹴落とそうと火事を始め様々な裏工作をしていた事実が暴かれた（火事以外は両津の強運で全て上手くいかなかった）。そのため両津は解雇されただけで刑事責任は問われなかった（社長は放火と特別背任罪で逮捕された）が、龍一郎から正式な親戚とは認められなかった。
なおこのような場合、大原大次郎によるおしおきも行われる。また開発した商品のすべてが当たりだったわけではなく失敗例もある（知り合いの印刷工場を救うべく創刊した「週刊まんが野郎」 やGショックをモデルにお年寄りをターゲットにした「G（じじい）ショック」 など）。また、一度当たりを出した後、欲をかいて結果的に失敗することもある(新桃太郎のヒットに味をしめて発売された豪華版桃太郎、ミニサイズの写真集、10円コーヒーなど)。また、両さん人形やウミガメの卵付き教材のように一時はかなりの数が売れたが、何かの出来事が起きてから事態が一変するというパターンもあった。逆に前述の「G（じじい）ショック」は戦車が踏んでも壊れない「G-SHOOK（ショーク）」に改良してヒットを得ている。
さらに技術者としての才能もあり、電極スパーク経営のスーパー電子工機でアルバイトとして「世界最小の電池」を開発し「ノーベノレ賞」を受賞している。この賞の受賞は世界的な大イベントで両津は特許収入・賞金で大金持ちになることを目論むが、大原と中川の陰謀で名声だけの無一文になってしまう。また、空気をエンジンにする車を開発した時も世界的な大イベントになったことがあり、契約金で大金持ちになることを目論んでいたが、この時も大原と中川の陰謀で名声だけの無一文になって終わっている。
またスーパー電子でアルバイトをした時に高性能の翻訳機を開発したこともあり、これもマスコミに取り上げられるほどの大反響を呼び、一般販売されてかなりの数が売れるほどになった。しかしこれは開発途中の翻訳機の中にスピーカーを入れたインチキ商品（当初は実際に翻訳ができていたが、調整の際に精度が下がってしまったため、止むを得ず内部に仕込んだ無線とスピーカーで中川、麗子に翻訳をしてもらったもの）であり、発売したことによって通じないなどのクレームが日本中で起こって発売元の会社が倒産し、その後海外に逃亡した末にマレーシアで逮捕され大量の余罪が出てきた。アニメではマスコミに取り上げられた後にシマゴカ共和国大統領との会食に使用される展開になっている。シマゴカ語は日本語への翻訳に4人の通訳が必要とされ、文字は中川、麗子でも読解不能な言語である。両津自身軽い気持ちで引き受けたが、翻訳機は調整すればするほど精度が下がったため、仕方なくシマゴカ共和国の公式ホームページから選んだ言語をランダムに出す方法で会食に臨んだが、実は言語を選んだのは公式ホームページではなくシマゴカ語の出会い系サイトであり、しかも卑猥な言葉しか選ばれていなかったため、日本とシマゴカ共和国の国交が断絶するという結果になってしまい、両津は逃亡生活を送る羽目になる。なお、出会い系サイトに気付いたのは偶然ホームページの英語版を見た中川、麗子の2人のみ。
誕生日に中川が紹介した全米3位の外資系企業からは、ゲーム部門で年俸3,000万円というかなり高い評価をされている。しかし大原にガミガミ言われる中でプラモ作りをするのが楽しみだったので、すぐに辞めた。この際「報酬を10％アップするから戻ってきてほしい」と言われたが、本人は拒否していた。そのため中川たちからは驚かれていた。
その気になれば短期間で会社を設立することもある。例として大原がアメリカの宝くじで一兆円当選した際には、彼が周囲からの妬みや嫌がらせに耐えかねたため4,500億円（賞金を受け取る際に一括で受け取ったため連邦税などを大幅に引かれた額）を受け取った時など贈与税を回避するために翌日には「スーダラ商事（有）」というインチキ事業会社を設立している。しかし寄付にも贈与税がかかることを知らなかったため、結局両津は脱税で逮捕された。受け取った4,500億円はハリウッドで映画を10本製作したら1円も残らなかったらしい（製作した映画は全て興行的に失敗した）。大原から「中川、麗子はスーパーコンピューターでお前の脳は5珠のソロバンだ」とバカにされ、中川たちに政治・経済を教わった際にはシンクタンクに興味を持ち、翌日には単身渡米した。さらに中川から紹介されたシンクタンクに勤めるアナリストを伝に頭脳集団を作り、そこからヘッドハンティングを繰り返して人材を集め、短期間で中川も驚くほどの巨大な会社を作り上げた。また企業、銀行の顧問はおろかアメリカ政府の中枢とも繋がりを持つなどの噂もあり、有能なマネージャーを数多く抱えることから個人資産もとんでもない額になっているらしい。短期間で成功した要因について中川は「部長を見返したい一点のみ」「先輩を起こらせると怖い」とこぼしていた。
独身寮の自身の部屋で売って儲けることを前提にオオクワガタを大量に飼育したことがあるが、両津の留守中に部屋に入った管理人にゴキブリと間違われてアースレッドのような燻煙式殺虫剤を焚かれてしまい全滅した、とされたが、実はそれは擬死であり夜中に動き出して外へ出て行き、人間を襲撃するようになったため両津を始めとする警察官がその捕獲に追われることとなった。
また、体力株式会社を作っており、引越しなどの重労働の手伝いや各種スポーツ大会の助っ人を引受けている。「絶対勝利」をスローガンにしており、試合に負けた場合は半額返金する。しかし一度に多数の試合を入れた結果、体が持たなくなり廃業した。アニメでは、友人の結婚式の資金を稼ぐためにこの仕事を行っていたが（資金を稼ぐことはできたものの）最終的にぎっくり腰になっていた。しかし、この行動を知った中川や商店街の面々によって結婚式は華やかなものとなった。
浅草サンバカーニバルに葛飾署チームが参加した時は、参加婦警の踊る様子をビデオカメラで撮影し、通販で売り捌こうと画策する。その際、婦警たちの着替えシーンを隠し撮りした映像を追加収録したビデオを「ディレクターズカット版」として販売しようと目論むが、カーニバル終了後、更衣室などに仕掛けていた隠しカメラの存在が明るみとなり、ビデオは売捌く前に（双方とも）押収された。その後証拠隠滅を図ろうと逃走を企てるがあえなく捕まり、麗子とジョディーに投げ飛ばされて全治3週間の怪我を負った。
風邪をひいた町会長の代理で町会の予算管理をした際にはほとんど無駄になっていた予算を様々な行事に振り分けて1円の無駄なく使いきれるように仕訳を行い、さらには町会の新規加入を増やしていた。しかし、余った予算を自分の架空口座に流しており、自分への利益を上げるために訳のわからない行事や卵にマッチ棒を刺しただけのマスコットキャラに数10万から数100万円の予算をつぎ込んでいたことが発覚し、結局は町会長代理を解任された。しかし、架空口座に着服されていた予算が2千万円を超えており、その予算で通学路の防犯対策や様々な行事を行うことができたため、大原も「汚職をしなければ才能がある」と評していた。
一方でお年寄りのニーズには疎いという一面があり町おこしの一環として様々な祭りを企画し、銀行からゆすり・たかりまがいの方法で寄付を集め、見事成功させたが、調子に乗ってわけのわからない税や地域通貨を作った挙句、町会専用ビルの建築まで行ったため、周りから顰蹙を買った。その後はおばあさんの原宿・巣鴨に対抗して、亀有をおじいさんの原宿にしようと計画を立て、銭湯の床は全て囲碁・将棋盤、壁絵は極楽浄土、公民館では浪曲カラオケ教室、駅前広場には「世界の墓石大見本市」、商店街では至る所で血圧測定を可能にし、手作り糖尿病食教室開催、公園には水戸黄門の像を建てるなどした結果、当初は全く受けなかったが、祖父の勘兵衛のアイデア を取り入れたことで見事成功させた。しかし直後におじいさんのウッドストックを企画し、世界中のおじいさんを亀有に呼び寄せた結果、集まりすぎたために商店街が破壊される事態にまで発展した（勘兵衛は勘吉に全て丸投げして逃げ出した）。
稀に事業に成功することもある。例として署長の依頼で経営難の葛飾区の町工場の救済を行った際には、各工場が請け負っている仕事を集約して電動バイクやクーラーを製作して中国やインドで販売し、町工場の経営を回復させることに成功している。現地での交渉や営業はすべて日本語のみであったが、中国では中川グループが10年かけて築いた現地企業とのパイプを僅か1ヵ月で入手してしまい、インドでは営業中に現地の映画監督と親しくなり自身を主役にした映画を製作、その映画がヒットしたことによって現地企業とのパイプを確立、さらに有名人と写真を撮って政財界にも顔を利かせ、中川グループが30年かけて築いたパイプを僅か3週間で逆転させてしまうほどであった（現地では両津は日本人ではなく地元のタレントだと思われていた）。その後町工場が巨大企業になりすぎて他の中小企業の輸出が下がるなどパワーバランスが崩れる事態になったが、両津は税金対策として町工場跡地に巨大ビルを建設し、中国とインドで20万人を雇用したため、何の影響もなかった。また、あまりにも巨大化したため途中で大原らがやめさせようとしたが今更やめたら国際問題になると脅迫した（珍しく大原や屯田が歯噛みしていた）。ボルボ・左近寺と共に体力を生かしたクイック清掃（1時間1万円）もやっている。この時は早乙女は事前にエロ本と現金で両津を試したところ、「エロより現金」という理由で女子寮ほぼ全室からも依頼が来たが、免疫のないボルボと左近寺がダウンしてしまっている。
商店街費不足の打開策を相談された際には、商店街バザーを提案し、銀行や自動車販売店に出品協力を求めたが、いずれも支店長の私物や高価な商品をゆすり・たかり同然のやり方で寄付させている。バザーでも商店街の商品をはじめ同人誌や警察官の制服、パトカーなど様々な物を販売しており、挙句の果てには中川、麗子の自家用車も無許可で販売していた。制服やパトカーの販売は本来違法であるが、両津はギリギリグレーゾーンだから大丈夫と言っていた。さらには来日していた世界的歌手のレゲェカカがサプライズで訪れた（実際はカカが東京の下町を散策したいとリクエストを出し、その場に居合わせた両津の友人のスタッフが会場に連れてきた）こともあり、わずか1日で1年分の予算を儲けていた。
レンタルビデオや新聞の代金や延滞料金の回収率は100％であり、レンタルビデオ屋でバイトをした際には延滞料金を借主の自宅や会社まで赴いて借りたビデオ（大半はアダルトビデオ）の内容を大声で暴露して代金を払わせたこともある他、転勤先の大阪まで取り立てに行ったほどである。小学生の頃行っていた新聞配達のバイトでも代金の回収をしており、対象の家の家主が不在の場合は隣近所の住民に立て替えさせたこともある。他にも1年以上も料金未払いの家への集金も行っており、最初は小学生だったため追い返されたが、親戚の職人の伯父（アニメでは怖い顔の知り合い）に協力を依頼して半ば脅迫紛いのやり方で代金を回収している。
人材マネジメント分野においても優れた才能を発揮しており、暴走族やニート、引きこもりを更生させるために新葛飾書に新設された「すぐやる課」の課長に任命された際には持ち前の面倒見の良さと技術の高さで暴走族をあっという間に更生させていた。ニートや引きこもり、さらには中年リストラ組の面倒を見た際には中川グループが建設していた下町のオシャレビルを中年組の技術を利用して下町色の濃いディープタワーへと変貌させていた。若手溶接工の技術指導をした際には近海に廃棄されていた巨大タンカーの解体作業をさせていた（タンカーは爆竜大佐に軍事演習として日本まで運ばせた）。途中仕事を理由に作業員が辞めたため、外国人労働者を雇っている。この時作業の速さに目を付けた悪徳企業に解体した廃材を根こそぎ盗まれてしまったが、これに怒った両津は会社まで乗り込み、ありとあらゆる扉を溶接して社長と社員を閉じ込めていた。
プロデューサーとしても高い能力を発揮し、ハリウッド映画のプロデューサーを引き受けた際には個人的なパイプを使い、インド、中国の大富豪から短期間で100億円ずつ融資を取り付けている。さらに撮影に時間がかかったことで予算不足に陥った際には、見学に来ていたスポンサーと交渉して僅か3秒で倍の資金を追加融資させている。この時両津はスポンサーにカンチョーやカツラを取って頭を叩くなど一歩間違えればスポンサーを降りられかねない行為を取っているが、スポンサーは怒るどころか両津と談笑したり下ネタで仕返しをするほどであった。映画が成功した際には、各国の富豪や政府関係者と交渉し、大規模なキャラバン隊を率いて世界中で撮影を行ったほどである。
ラジオの愛聴者で、時代の流れでラジオ文化が衰退しつつあるのを憂いラジオ局に直談判したが当然断られ、のちにコミュニティ放送局の存在を知り、第一級陸上無線技術士の資格を持っている弟・金次郎にコミュニティ放送の資格を取得させてFM両津（75.9MHz）を開局、スタジオを作る金がなく、技術面を金次郎にカバーさせたいのと、高所の方が電波が飛ばしやすいとの理由で隅田川沿いのタワー・マンションの金次郎宅の一室をスタジオに改装し、勘吉の知人や中川、麗子をはじめとする派出所関係者をスタッフにして地域情報や雑談を主に24時間生放送している。勘吉いわくネタを尽きさせない自身があると様々な分野を話すため聴取者から高評価を得ており、聴取者からは髭面の豪快な男と想像されている。

#### 漫画家・アニメクリエーター
初期の頃は絵自体が下手である設定だったが、後に小学生の頃から授業中、教科書にリアルな落書きをするぐらい絵が上手い設定に変更されている。それが転じてプロ漫画家になる。また、漫画家のアシスタントであったという過去を持つ。
乙姫菜々、菜々の編集者、竜千士氷と知り合った直後、鋭光社の少女漫画誌『月刊サファイア』で差し替えが生じ、それに両津が立候補して両津・パトリシア・勘子名義で『ロボ刑事番長』を連載することになる。作風自体はギャグ漫画で画のタッチが荒かったが、第1話に関しては、連載されていた作品群にギャグが足りなかったため、読者からの評判は良く、アンケートの4位に入ったほどだった。しかし、次第に『サファイア』の読者からは批判の声が上がっていった。『ロボ刑事番長』は読者アンケートの人気漫画ランキングで100回連続最下位で、投票数は毎回0票、さらに読者からブーイングのお便りが大量に届くことから、強制打ち切りになった上、編集部の会議で『サファイア』に両津の漫画は二度と連載しないことが決定した、ということがあった。
そして乙姫菜々が描いた「メヌエット」を、スポンサーからのロイヤリティ欲しさに原作の純愛路線を逸脱した戦隊ヒロインものに強引に差し替えを指示。しかもスポンサーの商品（玩具、お茶漬け、自転車他）をストーリーに入れて、半ばインフォマーシャル的な要素を兼ね備えたものにしてしまったが、それが今度は「あまりにも原作からかけ離れている」という理由で読者から苦情が殺到、さらに「サファイア」編集部から打ち切りを指示され、次の番組が決まっていないという状態で、強引に番組枠を乗っ取り、穴埋め番組の形で念願のテレビアニメ化が決定した（その際、声優や効果音を全て一人でやってのけた）が、視聴率があまりにも低過ぎて測定不能で、たった3話で打ち切り最短記録を更新してしまった（ただし、第40巻『アニメ戦国時代!?の巻』に登場したアニメ製作スタッフの発言によると、2話で終了した作品『天ノ川14機甲師団サイトウ』がある。しかし、テレビアニメ第163話の『アニメで儲けろ!』では、1週間で打ち切りとなってしまい最短記録を更新した）。また、ロボ刑事番長は関連商品売り上げゼロ、アニメ誌人気アンケートゼロなど全ての最低記録を更新した。結局、立石玩具やスポンサーたちは激怒し、両津を訴え、赤字分の50%を回収しに来た、という逸話が残る。漫画の連載は約4年間続いた（掲載誌の分裂騒動の中で終了させられた）。その後、鋭光社には出入り禁止にされているらしい。ただしそれ以後もデジタル作画技術を身につけ、乙姫菜々のアシスタントはしている（依頼されたわけではなく、強引に押しかけてではあるが）。
アニメ製作については、前述のように昔はアニメの作り方さえ知らなかったが、その後作り方を学び、セル画への彩色技術を身につけ、自らを「塗りの達人」と称してアニメ製作会社に自分を売り込みに行ったほどである（しかしその会社はすでに製作法をデジタルアニメに切り替えていたため、技術を役に立てることはできなかった）。
赤塚不二夫の絵が描くのが得意で、『おそ松くん』の6つ子の顔を描き分けることができ、中川の友人の金持ち、与野中金太の依頼で1台の自動車（24金のロールスロイス）に3333個のおそ松の顔を描いたことがある。
倒産寸前の関根出版の社長を助けようと、両津が漫画塾を開き、漫画の知識や基礎を教えながら塾生に漫画を描かせ、出来た漫画をコピーして塾生が描いた漫画を勝手に漫画誌にして売ろうとするが、その本は全く売れず、漫画塾は倒産した。結局、社長と塾生は出版会社がとうとう倒産したことと描いた漫画を無断で漫画誌に載せたことについて両津を訴えた。

#### その他
- 日暮と並び『こち亀』最強キャラクターの一人で、本気を出すと神とも互角に格闘できるほどの能力を持っている[228]。祈祷師に対しては逆に念力をかけるなどの超能力も持ち合わせている[229]。そのため、暴走族・ヤクザ・犯罪者など、様々な分野の人間に恐れられている[注 24]。人間以外では、両津に地獄でクーデターを起こされた閻魔大王、カツラをかぶっていることを両津に知られている神、両津に金儲けの道具にされかけているお化け（アニメのみ）[230] も恐れている。
- 愛用のニューナンブM60による抜き撃ちは神業と呼ばれており、最初期は抜くのにかかる時間が0.9秒[231]だったのが0.08秒[232] になり、ついには0.009秒[11]というゴルゴ13をも上回る早さになった。最初期は通行人や猫に対しても発砲していたが、後にそのような描写は少なくなった。また、初期においては射撃が下手という描写もあったが、作品が進むにつれ腕が上がり、射撃大会で優勝するほどにまでなった。今まで私情などで約10,000発（本人の発言では80万発）発砲し続けた結果、銃身の旋条が削れて消えるなど全体的に金属疲労を起こしているため、今まで一度も使用したことのない丸井（寺井）の拳銃を「部品取り」として、一度中身だけ丸ごと交換している。最初期にはニューナンブM60を使用していたが、途中からS&Wの「ハンドエジェクター」に変わることがあった。現在は再びニューナンブM60の3インチ（77mm）モデルを使用（『カメダス2』では6インチと誤記された）。
- 女性のスリーサイズを瞬時に見抜くこともできる[233]。
- 非常に俊足であり、100mより少し短い（測り間違える程度の誤差）距離を10秒4で走り[234]、故障して無可動のパワーアシストスーツをつけた状態で100mを20回連続11秒32で走ったこともある[235]。アニメでは日本記録保持者と互角に走っていた[236]。また、走り幅跳びでは7m50[234]、ハンマー投げでは85m[237] を記録している。
- 肺活量は7,000cc[28][注 25]。
- AV機器にも精通しており、知人が所有するVX方式のビデオデッキの修理も難なくなす[238]。電子媒体記録データ学科講師・メモリー戸留像として、1980年代から現代までの20年間の記録規格の変遷を講義したこともある。
- 飲酒量は半端ではなく「バッカス両津」の異名を持つ。
- 一時期煙草を吸っていたが、大原より禁煙を勧められ途中から禁煙している。両津が禁煙した理由は「少年誌に喫煙シーンは相応しくない」というものである。
- 野球は、少年時代は地元の大毎オリオンズのファンであり、東京スタジアムで力強く応援する少年時代の両津の姿が描かれていた[239]。大人になってからは後楽園球場の巨人戦を貸し切って観戦している[240]。また、通天閣署の署員には阪神タイガースのファンだと言っている。
- クイズ番組「ハウスカッターショー」に、大原の実家を担保として参加した事がある。クイズでは知人の構成作家から答えを教えてもらったものの、教え間違いで「徳川将軍家の第7代将軍は?」との問題に対して「バスコダガマ」と回答して不正解となり、大原宅をカットで破壊させた[241]。
- 普段ゲームセンターでシューティングゲームを遊んでいることが影響して、アニメでハリアーに搭乗した際には高度の操作テクニックを披露した。戦績としてはハリアー2機、空母撃沈の他、ミサイルの集中攻撃を全て回避している[242]。
- 葛飾署や町内会などでバザーやイベントなどがあると中川や麗子はもとより、署長や次長などの上司、白鳥麗次などの知人らから高級品を無理矢理寄付させる。その品には高級アンティーク家具をはじめ、フェラーリ・F40のような高級車、ロートレックの絵画、バブル崩壊に伴い売れ残った株券や土地の権利書などがあり、その売り上げは8億円を記録したこともある[243]。
- 口が上手く、詐欺が得意（大原に「口先だけは達者な奴だ」と言われ、麗子には「評論家みたい」と言われていた）。しかし、自身も寸借詐欺や内職詐欺などに何度も引っかかっている。
- エアギターが非常に上手で、実在のギタリスト（The Whoのピート・タウンゼント、Slayerのケリー・キング、ジミ・ヘンドリックスなどのロック、ヘヴィメタルギタリストが主なレパートリー）の真似をすることもあった。その特技を活かし、教室を開き講師をしたこともあったが、通販でエアギターを販売する（空の箱だけ送る）という詐欺同然のやり口により逮捕されかけた。なお、寺井・大原とギター漫才トリオを組み、大原にギターコードを教えてるなどしていた事から、実物のギターを弾くことも可能なようである[244]。
- 楽器に関しては上記のギターのほか、小学校の頃に習った三味線[245]、ピアノ[246] を弾ける。ヴァイオリンに関しては、麗子の師でもある世界的バイオリニストらの指導を受けて1日20時間練習した甲斐もあり、モーツァルトのヴァイオリン協奏曲第4番・第1楽章をプロ並みに弾きこなすほどの腕前を身につけて大原を見返したが、その後緊張の糸が切れて技術に関する記憶を忘れ、すぐに弾けなくなってしまった[137]。
- 好みの女性のタイプについては、初期は「桜町弘子のように和服が似合い、香山美子のような流し目で、小山明子と司葉子を足したような女」[247]「脂の乗り切った30ぐらいの粋な女」など[26]、年上・あるいはほぼ同年代の女性のようであったが、第40巻以降は麗子・マリア・早矢など年下の女性が好きになっている。理想は麻里今日子で「ホンダラオヤジには勿体無い」と言っている。
- 幼少時から父・銀次に連れられて東京都各地の寄席に連れられた影響で上方落語や江戸落語をほぼ全て暗記しており、その気になったら師匠として一門を興せるほど[176]。

### 家族・親戚

亀有銀座商店街に建立された少年時代の両津像

#### いとこ・はとこ
ここでは作中で登場している従兄妹姉妹（いとこ）・又従兄弟姉妹（はとこ）を紹介する。
- 尾形京子と尾形一男は両津の母方の従姉弟であり、柴又の総菜屋「みはし屋」経営の尾形米吉の子供である。登場は第66巻のみ。
- 擬宝珠憂鬱・擬宝珠纏・擬宝珠檸檬・擬宝珠蜜柑は両津の父方の又従兄妹であり、神田の「超神田寿司」店主の擬宝珠夜婁紫喰の子供である。

作中で登場している両津のいとこ・はとこは東京都在住で、実家が自営業なのが特徴。しかし、尾形家は母方の従姉弟で擬宝珠家は父方の又従兄妹であるために全く無関係である。

### 結婚
時には結婚しそうになるが、結婚歴はない。しかし、大金が入って結婚できるような状態であっても、美人と結婚する可能性があっても、結婚に消極的な姿勢を見せている。
- 誘拐された麗子を救出できたら麗子の父・飛飛丸から「麗子と結婚してもらう」と言われ、「麗子を救出したいが（救出できたら100億円の賞金がもらえるため）、結婚はなあ」と両津が消極的な発言を述べたのに対し、飛飛丸が「何が不満なんだ!!麗子は美人の上にナイスバディなんだぞ!!」と激昂した後、「（結婚すれば）総資産2兆円の跡継ぎになれる」と聞いて麗子救出に必死になっており、その後両津が監禁場所の崩壊事故から麗子を必死で救出した。しかし両津の「2兆円と麗子はわしがゲットだぜ」という発言が気絶して目が覚めた麗子に聞かれてしまい、「本当の目的は2兆円で私はついでだったのね」と結婚の目的がバレて、彼女のビンタを受けて婚約破棄となった[248]。
- 1998年に作者の秋本治の公式HP(現在閉鎖)にてこち亀連載1000回・単行本100巻・連載20年突破記念として、「みんなで作ろうこち亀2000回」というアンケート調査が行われ、その結果両津と麗子が結婚した未来が見たいという事で、夫婦として1Pだけ掲載された。また単行本第168巻のカバー裏表紙には両津家親戚一同の中に麗子の姿もあり、「将来のお嫁さん？」と解説されている。
- 大原の紹介のお見合いで自分から両津を直接指名してくれた佐智子との見合い後のデートはチンピラと両津の乱闘でメチャクチャになってしまったが、佐智子は男気を見せた両津を気に入り大原を通じて「本気でつき合いたい」と伝えて来たが、年や財力の差を気にした両津は「ヘタすると父と娘じゃないですか！」と大焦りになった[26]。
- 同じく大原の紹介によるお見合いで自分を好きになった見合い相手の真琴とお付き合いまでしたものの、彼女がファッションデザイナーになりたいという夢を抱いていたが両親に猛反対されて結婚を勧められたことでヤケになったということを知り、彼女の将来を優先させるために考慮して自ら真琴と別れた[注 26][249]。
- ロトクジ55億円が当たった際に、派出所に駆け付けた小町と奈緒子に結婚を求められても、普段は自分を毛嫌いしている相手なので「だまれ!!お前らと結婚するくらいなら55億円ドブに捨てる方がましだ!!」と激しく拒絶している。早速両津は50億円の1/1スケールの金メッキ仕様のラジコンヘリを購入しており、結婚する姿勢を見せていない[250]。
- アニメスペシャル「湯けむりポロリ 2001京都の旅」において、金次郎の子孫である実直によると「晩年まで周囲に多大な迷惑をかけた豪快な男であった」と両津家に語り継がれており、生涯独身であった模様。

### 登場回数
主人公であり、毎回登場している。第164巻「スピンオフの巻」では両津が48度の高熱を出したために入院しており、中川・大原・麗子・他のキャラクターが集まってスピンオフを行ったが、両津は最後の2ページで高熱でありながらも病院から駆けつけている。

### その他
実家の家紋は長い間いい加減につけられてきたが、親戚一同で会議を開き、「タイガー戦車」の家紋になった。実は親戚たちは家紋なんかどうでも良かったらしく、300種ぐらいの候補の中から最もまともそうなものを選んだら、あっさり戦車を図案化した物に決定したそうである。
本編ではカットされているが、作中の設定の中では『男はつらいよ』にエキストラに混じって出たことがある。また初期の頃は両津が寅さんの名台詞「それを言っちゃあ、おしまいだよ」をもじって言い、大原に出て行けと返され、本当に中川を連れて出て行き喫茶店でインベーダーゲームをしている。この辺りのくだりは寅さんがとらやから出て行くシチュエーションと酷似している。『カメダス2』では「勘吉はつらいよ」というポスターを付録に付けるなど書いている。また、第145巻では両津が葛飾柴又へ行き「男はつらいよ」の解説をしている話もある。
同じく作中の設定の中では、『TIME』の表紙を飾ったこともある。

## 両津勘吉に対する呼称の一覧
登場人物の両津勘吉に対するスタンスにより、ある程度の共通呼称と特定人物のみの呼称に分かれる。
| 呼称                  | 用いる主な人物 |
| --------------------- | --- |
| 両さん                | この呼び方が最も多く、寺井や日暮・本田を始めとする葛飾署員や同僚・ニコニコ寮住人・寮母、商店街を始めとする地域住民や同僚の家族関係者など、その他大勢、ジョディー、又作者である秋本治が紹介する時も一貫してこの呼び方である。 |
| 両津                  | 大原、署長、戸塚、左近寺、ボルボ、日暮などの上司や同僚、爆竜、特殊刑事課、麻里晩、小野・清正、早乙女などの婦警、花山理香（稀に）、御堂（稀に）                                                                               |
| 勘吉                  | 家族・親戚、豚平・珍吉などの幼馴染、御曲を始めとする小学生時代の先生 |
| 先輩                  | 中川、本田（バイク非乗車時、アニメ）、法条（原作）、板池、恵比須、ボルボ（初期）を始めとする後輩、両津煽てる時の小野と清正                                                                                                   |
| 両津勘吉              | 小野、清正、真田遥（アニメ）、白鳥麗次、早乙女などの婦警、花山 |
| 両ちゃん              | 麗子、本口（原作交機時代のみ）、村瀬（原作、ドラマのみ）、ノリちゃん（アニメ）、小学生の頃の同級生、マックスなどのごくごく親しい間柄の人物                                                                                   |
| 両様                  | 麻里愛 |
| 両津さん              | 乙姫、麻里今日子、ボルボ（原作初期）、中川龍一郎（アニメ初登場時）、本口、竜千士（アニメ）、法条（アニメ）、電極+（アニメ末期）、磯鷲、本田伊歩、本田門樹、川崎瀬刃、桔梗、上条サクラ（アニメ）ほか                          |
| 両津君                | 絵崎コロ助（原作のみ）、大原と署長（稀に）、中学時代の同級生（原作）、泉、用務員・吉岡（ともにドラマ）、電極スパーク（アニメ）、竜千士（原作）、中川龍一郎（アニメ）                                                         |
| 先生                  | 玉虫政治 |
| 勘吉くん              | 橘琴音、佐伯羊子、姫野由紀子など（幼馴染） |
| 勘ちゃん              | 村瀬賢治（アニメ）、藪英次（新宿鮫）（小説）、美晴ちゃん |
| 兄                    | 金次郎 |
| ゴリラ                | 原始人・野蛮人・ゴキブリなども含む 絵崎（アニメ）、小野小町、清正奈緒子、いちご園長 管轄外の人に両津の特徴を伝える時にも使用される。                                                                                         |
| （浅草） イチロー     | 檸檬、夏春都、蜜柑、夜婁柴喰、超神田寿司の従業員（「浅草一郎」の名は戸籍を取得しているので、本名の一つである） |
| 越前屋 （兵介）       | 磯鷲家の人々 |
| （両津の） 旦那       | 本田（バイク乗車時）、花田留吉（秋本治笑劇場の4コマ漫画での共演の際に） |
| 東京モン              | 御堂春、通天閣署署長など（大阪府警所属） |
| 神様                  | ダメ太郎 |
| 不良警官              | 度怒り炎の介 |
| ポール両津            | アイスホッケーチーム |
| バカ津短吉 岩鉄もどき | 麻里晩、門下生など |
| 聖羅太郎              | 月光刑事、美茄子刑事（原作のみ） |
| チュウ太              | 革命刑事、〆宮庵水刑事 |
| 小僧                  | 真田弦一郎（『テニスの王子様』の登場人物。中学生、15歳、『超こち亀』で発言） |
| Mr.両津               | 中川龍一郎、ジョディー（アニメ）、爆竜大佐（稀に） |
| おじさん              | 弁天遥（アニメ） |
| (超)スーパー貧乏人    | 白鳥麗次 |

## 異名・変名など
戸籍上の本名としての『両津勘吉』の他にも、芸名や変名など多数の名義を用いている。多くが1話限りか数話程度でしか登場しないが、「浅草一郎」「越前屋兵介」「両津・パトリシア・勘子」など長期に渡って登場しているものもある。
浅草一郎（あさくさ いちろう）
両津が超神田寿司に勤めているときの名前。纏が両津の名前を忘れてしまったが、浅草出身であることだけは覚えており、そこから適当につけられた名前である（初めの頃は「浅草の男」と言っている）。後に、超神田寿司と警察官を兼業するためにこの名前の戸籍が作られた。作中で両津は「戸籍を買った」「TPOに合わせて使い分け」と述べている。
アジャパー両津
お笑い事務所のアルバイトをした時に名乗った芸名。途中で中川たちのバイトと入れ替わってしまったため、テレビ放送の時にこの名前になっていたのは中川。また、相方のスチャラカ鼻子の名前になっていたのは麗子だった。
頭の悪いゴルゴ13
中川が両津の運動神経と頭脳を足して2で割ったときの結論。
ウェイブ・両津
木製の筐体を殴る動作をユーザーインターフェイス（PUI（パンチユーザーインターフェイス）と命名した）とし、OSにはインドーズ95億を搭載したパソコン「山田28号」を駄菓子屋で発売し、テレビ局からインタビューを受けた際に名乗った名前。
越前屋兵介（えちぜんや ひょうすけ）
嘘が大嫌いな磯鷲剣之介に対し、実家を「10代続く呉服屋」と嘘をついてしまったため、中川が呉服に詳しい人物を両親として手配したが、彼が自分の名前を「越前屋右衛門」と言ってしまって疑われたため、とっさに考えた名前。「両津勘吉」は悪魔が憑り付いたため偽名ということにされた。
神をも恐れぬ男
ニワトリの姿に変えられた屈辱を晴らすために神に復讐に向かった際に悪魔の一人が両津にその名を呟いた（アニメでは両津を地獄に直行させる際に神が両津にその名を呟いた）。
亀有両子
女装したときの偽名。なお、女装やオカマ化した両津をこの表現とする。
亀有のワンちゃん
「警ら係で野球チームを作る」と大原が言った時に、自らこう言っている。
亀有の原始人
バトル将棋での肩書き。婦警からもこの名前で呼ばれることもあった。
ガラガラヘビの両津
新人時代、刑事になりたい一心で、執念深さからつけられた異名。検挙率がダントツであり1ヶ月で3件もの泥棒を検挙し、これよりコソ泥仲間では『ガラガラヘビの両津』と恐れられている（署長談）。
逆粉舎矢太郎（ぎゃくふんしゃ やたろう）
ハワイ（実際は三浦海岸）旅行への飛行機（実際は解体した飛行機を上に付けたバス）の機長として名乗った名前。
壊し屋両（クラッシャーリョー）
ゲームセンターで、遊んだ機械をその超人的なパワーで何度も破壊したことからつけられた。
ぐれいとりょうつ
車を褒めたお礼として、火星人に巨大化・顔の整形をされた後、中川たちに不審者だと思われて派出所を追われ、プロレスラーに転身した時のリングネーム。
ゴンザレス・楽太郎
1億円の収入に課せられる、莫大な所得税（税率50%超）を取られたくがないために立ち上げた宗教法人「楽楽教」の教祖としての名前（宗教法人の布施が非課税となるのを悪用したもの）。
ジェームス両津
1. 作者の代わりに漫画『こち亀改め「宇宙パイロット両さん」』を描いた時のペンネーム。
2. 両津が漫画を応募する際に考えていたペンネーム。
3. 亀有商店街イメージソングの作詞者としての芸名。
4. 漫画『ハイパーベーゴマン』を描いた時のペンネーム。

ジェネラル両津
著書『思いのままにペンでスラスラ』を書いた時のペンネーム。
始末書の両さん
始末書を何枚も書くためこう呼ばれている。一日に5枚以上書くらしい。総計では3万枚以上に達する。
ジョン両津
両津が漫画スクールを開いて、講師を務める時に名乗った名前。保安官かカウボーイのような服装をし、付け髭をしている。
シリンダー錠の両ちゃん
小学生の頃のあだ名。シリンダー錠の鍵開けが得意だったため、そう呼ばれていた。
杉山清貴（すぎやま きよたか）
派出所に夏休みの宿題でやってきた小学生に、ハワイ人と称して名乗った名前（本人曰く「別名」）。
聖羅太郎（せいら たろう）
月光刑事の捜査に協力した時、月光刑事から第三の戦士として勝手につけられた名前。これは原作のみ。
チュウ太
革命刑事の捜査に協力した時、革命刑事にネズミ（刑事はサルと主張）の着ぐるみを着せられた上でつけられた名前。その時、中川は「隅田川喜竜」、麗子は「高円寺今日市」という名をつけられた。
珍念（ちんねん）
寺に10日間の修行に行かされた時、付けられた名前。本人は「てなもんや三度笠の白木みのるみたいな名前」と評した。
両津勘吉（トウキョウトッキョキョカキョク）
シドニーオリンピック「缶蹴り」の際、相手国のメンバーの名前が長すぎたため、読みやすい自分の名前を変えたいと訴えるも、許可されなかったために読み方を変えたときの名前。相手国の選手はまともに名前を発音できなかった。
人間ポリバケツ
腐った食べ物や、通常人間が口にしない物（犬の糞、ゴキブリ、フグの剥製など）を平気で食べる事ができることからつけられた。
脳天気パア子
車のテレビ番組の紹介でテレビの中に登場した両津そっくりの女性レポーター。本人の変装かどうかは不明。車の所有車宅を訪問する回で登場し、車を手荒く扱ってドアノブを壊したりしながらレポートしていた。
ノストラ・両津
自分の予言が次々に的中し「現代のノストラダムス」として話題になった後、予言者として名乗った名前。このエピソードで両津は、葛飾署に大予言課を設立した。
バカ津短吉
温泉旅館にて麻里晩と喧嘩をした際、大原に止められ「バカで短気なんだから…」と怒られそれを聞いた麻里晩が揶揄して着けた名前。両津は激怒し大喧嘩に。旅館の建物は全壊し50億円以上の損害をこうむった。
バッカス両津
ローマ神話の酒の神バッカスに由来（大原に「バッカスの生まれ変わり」と評された）。上野での花見の際、宴会の余興として1ヶ月間酒を飲み続け、最終的には25mプール1杯分の酒を飲んだのではないかと噂された。
バッキー両津
ハワイ（実際は三浦海岸）旅行の添乗員をした時の名前。正確には「バッキー両津とアロハ・ハワイアンズ」というグループ・サウンズ風の名前を名乗った。
パンチョ・ガブリエル
ヴェネツィアでゴンドラのイタリア人船頭を称した時に名乗った名前。しかし2度目に名前を言った時には「アンジリコ・ロドリゲス」に変わった。
ピエール西浦和
外国からの著名人も来るため、大原が「あいつが来ると国際問題になる」と中川家のクリスマスパーティがある事を隠して両津を幼稚園に寿司作りに行かせた時、両津がどうも中川家のクリスマスパーティがあるらしい事に気づき、途中からパーティ会場に行った際に名乗った名前で、招待状やIDカードもスパイ並みの技術で偽造していた。眼鏡・かつらなどの変装もしていたが、中川たちにあっさりと見破られる。
ひかる一平
麗子の見合いの席で、寝ぼけて「麗子の父」と自己紹介した時に名乗った名前。
ふんころがし
小学校時代のあだ名。浅草の遊園地「花やしき」の「人工衛星」を、馬鹿力で転がしていたことからつけられた。
間抜 クソ野郎（まぬけ くそやろう）
両津が680円で購入した「開運改名くん」を用い、開運目的で区役所に改名届を提出してなんとか改名した名だが、「仕事をしろ」と大原に怒られている間この装置を落としてプログラムが壊れている時に出た名前だったので開運効果が見られなかった。なお、最後に閉運クソ野郎と表示された。
ミスター加藤
大原の荷物（和菓子）と両津の荷物（エロ写真）が入れ替わってしまった際、荷物を取り戻すために変装し、新幹線に乗っていた大原の隣に座った時に名乗った名前。自称日系10世で、言葉遣いから中国系を装ったとみられるが、逆に怪しまれていた（なお、この話が載った単行本では、他の話でも両津が駄菓子屋で発掘された初期型のG.I.ジョーを安物の品だとごまかすために、「これはリカちゃんのボーイフレンドの『ミスター加藤』だ」と発言している）。この他『Kamedas』内のこち亀誕生秘話の漫画内で「NYポリスストーリー」が完成した場合の予想のシーンでの両津（に相当するキャラクター）の名前は「ミスター加藤」であった。
モガンボ両津
マジシャンのピエール西川口と組んでマジックのアルバイトをした際、「ブラジルから来た怪力男」という名目で名乗った名前。
山田山田男
中川の電子手帳に記録されたスケジュールデータを悪用し、中川の代理人を装った時に出した名刺に書かれていた名前。肩書きは「中川グループ総支配人 ウルトラプロデューサー」。正確な読みは不明。
ラシャ破りの勘吉
地元のビリヤード場で、何度もラシャを破いたことからつけられた。
両崎太郎（りょうさき たろう）
日給100万円（5日行ったので正確には500万円）の宇宙旅行のバイトをしていたら、出発1週間前で急遽中止になり、両津が「客が全員老人」という理由で無理やり続行させた。だが、現れた客が両津の祖父・勘兵衛だったため、身元を隠すためにとっさに言った名前（結局最後にばれた）。
両津カイマラヒラ
JAI（日本アロハシャツ普及委員会）会長の時の名前。なお、テーマソングを両津本人が「日本一アロハシャツの似合う男」と評した所ジョージに制作を依頼し、歌を加山雄三に歌ってもらう予定だと言っていた。
両津じゅげむ じゅげむ ごこうのすりきれ かいじゃりすいぎょのすいぎょうまつ うんぎょうまつ ふうらいまつ くうねるところにすむところ やぶらこうじぶらこうじ ぱいぽぱいぽ ぱいぽのしゅーりんがん しゅーりんがんのぐーりんだい ぐーりんだいのぽんぽこなー ぽんぽこなーのぽんぽこぴー ちょうきゅうめいのちょうすけ 勘吉
シドニーオリンピック「缶蹴り」の際、相手国のメンバーの名前が長すぎたため、読みやすい自分の名前を変えたいと申し出たが、係員に許可されなかった。その後、名前の読み方を変えて上記の「両津勘吉（トウキョウトッキョキョカキョク）」を名乗った。
両津ジョー
出版社でアルバイトした時、履歴書に書いた偽名。職業は「東京大学プラモデル学部学生」、年齢は「22歳」と偽っていた。
両津蝉麻呂ピカチュー野輔（りょうつ せみまろぴかちゅーのすけ）
自分の心境を表した妙な和歌を詠んだ時の筆名。その後も、たまに話の扉絵に和歌が記された際に使われる。
両津二輪の自動車・原動機付き自転車通行止め（りょうつ にりんのじどうしゃ・げんどうきつきじてんしゃつうこうどめ）
石頭鉄岩が勝手に名付けた名前。両津以外にもマリア、小町、奈緒子など交通課全員の名前を変えている。
両津一（りょうつ はじめ）
大原に「自分の名前を書いてみろ」と言われた時、「勘」の字が思い出せなかったため、「今改名した」という理由で名乗った名前。
両津・パトリシア・勘子（りょうつ・パトリシア・かんこ）
少女漫画雑誌での連載時における両津のペンネーム。作品には「ロボ刑事番長」がある。単行本化・東京13チャンネル（東京12チャンネル〈現・テレビ東京〉が元ネタ）にてアニメ化もされたが、強引に出版したため単行本3,000部は全部返品、アニメ（脚本・監督・声優・主題歌だけでなく、効果音までもを事情により全て一人でやった）は3話で打ち切り。さらに、アニメ版の作中では、読者アンケートで100回連続最下位で、投票数は毎回0票、さらに読者からブーイングのお便りが大量に来るため、編集会議で打ち切る事が決定した。
両津花子（りょうつ はなこ）
署の女子アイスホッケーチーム「亀有レディース」の助っ人として、女装して出場した時に名乗った名前。
両津楽ノ介（りょうつ らくのすけ）
漫画「どぐされ侍」を描いた時のペンネーム。
リョー・チャン
中川財閥に約1兆円の損害を与え、10億円を持って香港に高飛びした後に名乗った名前。10億円を運用して買ったビルが5倍に値上がりし、香港では有名人となった。
六代目火影（ろくだいめほかげ）
『超こち亀』で木の葉隠れの里に口寄せされ、金さえ支払えばどんな任務でも遂行するため、綱手が抜擢した。
疫病神
自分の不幸を派出所のメンバーや葛飾署の人、亀有の人たちに不幸を与えている事から、大原と本田に両津にその名を呟いた。

### 解説役
フィギュア・超合金などの話題になった時、唐突に現れてマニアックな解説をする人。
絵路井・フィギュア・ゲットシュタイン（えろい・ふぃぎゅあ・げっとしゅたいん）
模型やフィギュア全般の解説を行う。顔に傷跡があり、五円硬貨（第118巻では五十円硬貨）でできた眼帯をしている。
子供心やんちゃの介（こどもごころ やんちゃのすけ）
2B弾研究家。65歳。2B弾の内部構造の解説のため、わずか1コマだけ登場。
コンビナート・製鉄ノ介（コンビナート・せいてつのすけ）
工場評論家。工場を見に来る男たち（通称 工場鑑賞家（ファクトリーウォッチャー））についての解説をした。左目にギアの形をした眼帯をつけており、頭上に小さな工場のモデルらしき物を乗せている。
サイクル丸金
両津の自転車ラジコンが実際に発売された事を紹介する際の解説者。自転車型のメガネをしている。
ジョー山中
GIジョーの研究家。メガネをかけ、髪と髭が白髪。
ジョン・F・両津
謎の学者。入浴剤・石鹸の解説をするが、モニターとなった麗子やマリアなどにセクハラ行動を行なった。
超電磁・スピン・ハゲスター（ちょうでんじ・スピン・ハゲスター）
超合金ロボットの解説を行う。髪と髭が尖った感じで、眼帯をしている。
パトリシア両津
コレクター研究家。リカちゃん人形について詳しい解説をした。メガネをかけ、髪形と口髭は特徴的な形をしている。
馬美人魚 熊三郎（ばびにんぎょ くまさぶろう）
バービー人形研究家。顔はほとんどジョー山中と同じ。
メモリー戸留像（メモリーとるぞう）
電子媒体記録データ学科講師。1980年代から現代までの20年間に渡る映像の記録規格の変遷について講義した。頭にビデオカメラを載せ、DVDでできた眼帯をしている。
ラジハカ夫
ラジカセ博士。ラジカセの歴史について解説した。
両津イナバウア教授
第151巻から第154巻まであった企画「両津教授の独断と偏見による何でもベスト5」の司会を務める教授。眼鏡・眼帯はしておらず、白い髪・眉毛・鬚が特徴。第153巻まで3回連続麗子特集をやったために、毎回怒られる。
両津宇宙名人 五十六段
その名の通り、将棋名人であり将棋監修も務める。将棋における「歩兵」と「と金」の解説をしたが、「と金」をマリオやポパイにたとえたため、本田から前者はおじさん、後者はちびっ子には分からないと突っ込まれていた。
笛賀無ピーピーの介
健康番組にはまり、駄菓子を体に悪い物と目の敵にした大原に仕返しするため、両津が中川の力を借り大原が見ている健康番組のスタッフをそのまま使い制作した偽番組に大学教授として登場。最初は着色料のフィコシアニンを解説するなどもっともらしいことを言っていたが、次第にコーラに大量の砂糖を入れる、唐揚げに蜂蜜やチョコをつけて食べるなど無茶苦茶な事をやり始める。しかし大真面目に信じた大原は実行し、プラシーボ効果なのか本当に体調が良くなった。
なお、両津の他に大原も1回だけ同様の解説役キャラクターに扮したことがある（大原大次郎 (架空の人物)#趣味参照）。

## キャスト
声優
- 永井一郎 - LPレコード『スーパー・サウンド・コミックス「少年ジャンプ」』
- 肝付兼太 - 『バンビーノ レースンカーチェイス』テレビCM
- 内海賢二 - OVA版（1985年版）、『ファミコンジャンプII 最強の7人』テレビCM
- 玄田哲章 - ラジオドラマ版
- ラサール石井 - テレビアニメ版
- 田中真弓 - テレビアニメ版・少年時代
- 水谷誠伺 - ゲーム『こちら葛飾区亀有公園前派出所 幻のお宝を追え！の巻』

俳優
- せんだみつお - 1977年映画版
- ラサール石井 - 舞台版
- 香取慎吾（当時SMAP） - テレビドラマ版・2011年映画版

上記以外に、『宇宙怪獣ガメラ』（1980年）に「亀有公園のお巡りさん」として登場するキャラクターを桂小益が演じている。